# English Football League Championship 2021-22
La English Football League Championship 2021-22, también llamada Sky BET Championship por razones de patrocinio, es la sexta temporada bajo el nombre de English Football League y la vigésima edición de la Football League Championship desde su fundación en 2004. Un total de 24 equipos disputan la liga, incluyendo 18 equipos de la English Football League Championship 2020-21, tres relegados de la Premier League 2020-21 y tres promovidos de la English Football League One 2020-21.

## Relevos
| Pos.  | a Premier League |
| ----- | ---------------- |
| 1.º   | Norwich City     |
| 2.º   | Watford          |
| Prom. | Brentford        |

| Pos. | a EFL Championship   |
| ---- | -------------------- |
| 18.º | Fulham               |
| 19.º | West Bromwich Albion |
| 20.º | Sheffield United     |

| Pos.  | a EFL Championship  |
| ----- | ------------------- |
| 1.º   | Hull City           |
| 2.º   | Peterborough United |
| Prom. | Blackpool           |

| Pos. | a EFL League One    |
| ---- | ------------------- |
| 22.º | Wycombe Wanderers   |
| 23.º | Rotherham United    |
| 24.º | Sheffield Wednesday |

## Información
| Equipo               | Entrenador                       | Capitán          | Estadio                        | Capacidad | Proveedor | Patrocinador |                      |
| -------------------- | -------------------------------- | ---------------- | ------------------------------ | --------- | --------- | --- | -------------------- |
| Barnsley             | Martin Devaney INT               | Cauley Woodrow   | Oakwell                        | 23 287    | Puma      | The Investment Room |                      |
| Birmingham City      | Lee Bowyer                       | Troy Deeney      | St Andrew's Stadium            | 30 015    | Adidas    | BoyleSports |                      |
| Blackburn Rovers     | Tony Mowbray                     | Darragh Lenihan  | Ewood Park                     | 31 367    | Umbro     | Totally Wicked |                      |
| Blackpool            | Neil Critchley                   | Chris Maxwell    | Bloomfield Road                | 16 220    | Puma      | 3 patrocinadores Blackpool Council VisitBlackpool.com (local) Get Vocal (visitante)                                     |                      |
| Bournemouth          | Scott Parker                     | Lloyd Kelly      | Vitality Stadium               | 11 329    | Umbro     | MSP Capital |                      |
| Bristol City         | Nigel Pearson                    | Daniel Bentley   | Ashton Gate Stadium            | 27 000    | Hummel    | MansionBet |                      |
| Cardiff City         | Steve Morison                    | Sean Morrison    | Cardiff City Stadium           | 33 316    | Adidas    | Tourism Malaysia |                      |
| Coventry City        | Mark Robins                      | Liam Kelly       | St Andrew's Stadium            | 30 016    | Hummel    | BoyleSports |                      |
| Derby County         | Wayne Rooney                     | Tom Lawrence     | Pride Park Stadium             | 33 597    | Umbro     | 32Red |                      |
| Fulham               | Marco Silva                      | Tom Cairney      | Craven Cottage                 | 19 000    | Adidas    | 2 patrocinadores BetVictor ClearScore                                                                                   |                      |
| Huddersfield Town    | Carlos Corberán                  | Jonathan Hogg    | Kirklees Stadium               | 24 500    | Umbro     | 4 patrocinadores Various (local) Yorkshire Air Ambulance / The Town Foundation / Kirkwood Hospice (visitante y tercera) |                      |
| Hull City            | Shota Arveladze                  | Richie Smallwood | KC Stadium                     | 25 400    | Umbro     | Giacom |                      |
| Luton Town           | Nathan Jones                     | Sonny Bradley    | Kenilworth Road                | 10 336    | Puma      | 3 patrocinadores JB Developments (local) Star Platforms (visitante) Star Platforms (tercera)                            |                      |
| Middlesbrough        | Chris Wilder                     | Jonny Howson     | Riverside Stadium              | 34 742    | Hummel    | 32Red |                      |
| Millwall             | Gary Rowett                      | Alex Pearce      | The Den                        | 20 146    | Macron    | Huski Chocolate |                      |
| Nottingham Forest    | Steve Copper                     | Lewis Grabban    | City Ground                    | 30 445    | Macron    | BOXT |                      |
| Peterborough United  | Grant McCann                     | Oliver Norburn   | Weston Homes Stadium           | 15 314    | Puma      | Mick George Group |                      |
| Preston North End    | Ryan Lowe                        | Alan Browne      | Deepdale                       | 23 404    | Nike      | 32Red |                      |
| Queens Park Rangers  | Mark Warburton                   | Stefan Johansen  | Kiyan Prince Fundation Stadium | 18 439    | Erreà     | Senate Bespoke |                      |
| Reading              | Paul Ince INT Michael Gilkes INT | Michael Morrison | Madejski Stadium               | 24 161    | Macron    | Casumo |                      |
| Sheffield United     | Paul Heckingbottom               | Billy Sharp      | Bramall Lane                   | 32 050    | Adidas    | Union Standard Group | Union Standard Group |
| Stoke City           | Michael O'Neill                  | Joe Allen        | Bet365 Stadium                 | 30 089    | Macron    | Bet365 |                      |
| Swansea City         | Rusell Martin                    | Matt Grimes      | Liberty Stadium                | 30 089    | Joma      | Swansea University |                      |
| West Bromwich Albion | Steve Bruce                      | Jake Livermore   | The Hawthorns                  | 26 287    | Puma      | Ideal Boilers |                      |

## Cambios de entrenadores
| Equipo               | Entrenador             | Salida                   | Tipo                    | Posición     | Entrenador                       | Entrada                 |
| -------------------- | ---------------------- | ------------------------ | ----------------------- | ------------ | -------------------------------- | ----------------------- |
| West Bromwich Albion | Sam Allardyce          | 23 de mayo               | Renuncia                | Pretemporada | Valérien Ismaël                  | 24 de junio de 2021     |
| Sheffield United     | Paul Heckingbottom INT | 23 de mayo               | Fin de interinidad      | Pretemporada | Slaviša Jokanović                | 27 de mayo de 2021      |
| Barnsley             | Valérien Ismaël        | 24 de junio              | Fichado por West Brom   | Pretemporada | Markus Schopp                    | 29 de junio de 2021     |
| Fulham               | Scott Parker           | 28 de junio de 2021      | Fichado por Bournemouth | Pretemporada | Marco Silva                      | 1 de julio de 2021      |
| Bournemouth          | Jonathan Woodgate      | 28 de junio de 2021      | Fin de contrato         | Pretemporada | Scott Parker                     | 28 de junio de 2021     |
| Swansea City         | Steve Cooper           | 21 de julio de 2021      | Renuncia                | Pretemporada | Russell Martin                   | 1 de agosto de 2021     |
| Nottingham Forest    | Chris Hughton          | 16 de septiembre de 2021 | Despido                 | 24°          | Steve Cooper                     | 21 de septiembre        |
| Cardiff City         | Mick McCarthy          | 23 de octubre de 2021    | Mutuo acuerdo           | 21°          | Steve Morison                    | 12 de noviembre         |
| Barnsley             | Markus Schopp          | 1 de noviembre de 2021   | Despido                 | 23°          | Joseph Laumann INT               | 2 de noviembre          |
| Middlesbrough        | Neil Warnock           | 6 de noviembre de 2021   | Mutuo acuerdo           | 14°          | Chris Wilder                     | 7 de noviembre de 2021  |
| Barnsley             | Joseph Laumann INT     | 17 de noviembre de 2021  | Fin de interinidad      | 22°          | Poya Asbaghi                     | 17 de noviembre de 2021 |
| Sheffield United     | Slaviša Jokanović      | 25 de noviembre de 2021  | Despido                 | 16°          | Paul Heckingbottom               | 25 de noviembre de 2021 |
| Preston North End    | Frank McAvoy           | 6 de diciembre de 2021   | Despido                 | 18°          | Ryan Lowe                        | 7 de diciembre de 2021  |
| Hull City            | Grant McCann           | 25 de enero de 2022      | Despido                 | 19°          | Shota Arveladze                  | 27 de enero de 2022     |
| West Bromwich Albion | Valérien Ismaël        | 2 de febrero de 2022     | Despido                 | 5°           | Steve Bruce                      | 3 de febrero de 2022    |
| Reading              | Veljko Paunović        | 19 de febrero de 2022    | Mutuo acuerdo           | 21°          | Paul Ince INT Michael Gilkes INT | 19 de febrero de 2022   |
| Peterborough United  | Darren Ferguson        | 20 de febrero            | Mutuo acuerdo           | 22°          | Grant McCann                     | 24 de febrero           |
| Barnsley             | Poya Asbaghi           | 24 de abril de 2022      | Renuncia                | 24°          | Martin Devaney INT               | 24 de abril             |

## Localización

#### Condados de Inglaterra
| Región                      | N.º | Equipos                                               |
| --------------------------- | --- | ----------------------------------------------------- |
| Gran Londres                | 3   | Fulham, Millwall y Queens Park Rangers                |
| Lancashire                  | 3   | Blackburn Rovers, Blackpool y Preston North End       |
| Tierras Medias Occidentales | 3   | Birmingham City, Coventry City y West Bromwich Albion |
| Yorkshire del Sur           | 2   | Barnsley y Sheffield United                           |
| Bedfordshire                | 1   | Luton Town                                            |
| Berkshire                   | 1   | Reading                                               |
| Bristol                     | 1   | Bristol City                                          |
| Cambridgeshire              | 1   | Peterborough United                                   |
| Derbyshire                  | 1   | Derby County                                          |
| Dorset                      | 1   | Bournemouth                                           |
| Nottinghamshire             | 1   | Nottingham Forest                                     |
| Staffordshire               | 1   | Stoke City                                            |
| Yorkshire del Este          | 1   | Hull City                                             |
| Yorkshire del Norte         | 1   | Middlesbrough                                         |
| Yorkshire del Oeste         | 1   | Huddersfield Town                                     |

#### Condados preservados de Gales
| Región         | N.º | Equipos                     |
| -------------- | --- | --------------------------- |
| Glamorganshire | 2   | Cardiff City y Swansea City |

## Desarrollo

### Clasificación
Los dos primeros equipos de la clasificación ascienden directamente a la Premier League, los clubes ubicados del tercer al sexto puesto disputan un play-off para determinar un tercer ascenso.
| Pos. | Equipo                  | Pts. | PJ | G  | E  | P  | GF  | GC | Dif. | Clasificación 2022-23             |
| ---- | ----------------------- | ---- | -- | -- | -- | -- | --- | -- | ---- | --------------------------------- |
| 1    | Fulham (A, C)           | 90   | 46 | 27 | 9  | 10 | 106 | 43 | +63  | Ascenso a la Premier League.      |
| 2    | Bournemouth (A)         | 88   | 46 | 25 | 13 | 8  | 74  | 39 | +35  | Ascenso a la Premier League.      |
| 3    | Huddersfield Town       | 82   | 46 | 23 | 13 | 10 | 64  | 47 | +17  | Play-offs para la Premier League. |
| 4    | Nottingham Forest (A)   | 80   | 46 | 23 | 11 | 12 | 73  | 40 | +33  | Play-offs para la Premier League. |
| 5    | Sheffield United        | 75   | 46 | 21 | 12 | 13 | 63  | 45 | +18  | Play-offs para la Premier League. |
| 6    | Luton Town              | 75   | 46 | 21 | 12 | 13 | 63  | 55 | +8   | Play-offs para la Premier League. |
| 7    | Middlesbrough           | 70   | 46 | 20 | 10 | 16 | 59  | 50 | +9   |                                   |
| 8    | Blackburn Rovers        | 69   | 46 | 19 | 12 | 15 | 59  | 50 | +9   |                                   |
| 9    | Millwall                | 69   | 46 | 18 | 15 | 13 | 53  | 45 | +8   |                                   |
| 10   | West Bromwich Albion    | 67   | 46 | 18 | 13 | 15 | 52  | 45 | +7   |                                   |
| 11   | Queens Park Rangers     | 66   | 46 | 19 | 9  | 18 | 60  | 59 | +1   |                                   |
| 12   | Coventry City           | 64   | 46 | 17 | 13 | 16 | 60  | 59 | +1   |                                   |
| 13   | Preston North End       | 64   | 46 | 16 | 16 | 14 | 52  | 56 | −4   |                                   |
| 14   | Stoke City              | 62   | 46 | 17 | 11 | 18 | 56  | 51 | +5   |                                   |
| 15   | Swansea City            | 61   | 46 | 16 | 13 | 17 | 58  | 68 | −10  |                                   |
| 16   | Blackpool               | 60   | 46 | 16 | 12 | 18 | 54  | 58 | −4   |                                   |
| 17   | Bristol City            | 55   | 46 | 15 | 10 | 21 | 62  | 77 | −15  |                                   |
| 18   | Cardiff City            | 53   | 46 | 15 | 8  | 23 | 50  | 68 | −18  |                                   |
| 19   | Hull City               | 51   | 46 | 14 | 9  | 23 | 41  | 54 | −13  |                                   |
| 20   | Birmingham City         | 47   | 46 | 11 | 14 | 21 | 50  | 75 | −25  |                                   |
| 21   | Reading                 | 41   | 46 | 13 | 8  | 25 | 54  | 87 | −33  |                                   |
| 22   | Peterborough United (D) | 37   | 46 | 9  | 10 | 27 | 43  | 87 | −44  | Descenso de categoría.            |
| 23   | Derby County (D)        | 34   | 46 | 14 | 13 | 19 | 45  | 53 | −8   | Descenso de categoría.            |
| 24   | Barnsley (D)            | 30   | 46 | 6  | 12 | 28 | 33  | 73 | −40  | Descenso de categoría.            |

 Fuente: EFL
Notas:
1. ↑  Reading fue sancionado con la perdida de 6 puntos por problemas económicos.
2. ↑  Derby County fue sancionado con la perdida de 12 puntos por problemas económicos y después se le restaron 9 más por irregularidades financieras.[45][46][47]

### Evolución
| Equipo        | 1  | 2  | 3  | 4  | 5  | 6  | 7  | 8  | 9  | 10 | 11 | 12 | 13 | 14 | 15 | 16 | 17 | 18 | 19 | 20 | 21 | 22 | 23 | 24 | 25 | 26 | 27 | 28 | 29 | 30 | 31 | 32 | 33 | 34 | 35 | 36 | 37 | 38 | 39 | 40 | 41 | 42 | 43 | 44 | 45 | 46 |
| Equipo        |    |    |    |    |    |    |    |    |    |    |    |    |    |    |    |    |    |    |    |    |    |    |    |    |    |    |    |    |    |    |    |    |    |    |    |    |    |    |    |    |    |    |    |    |    |    |
| ------------- | -- | -- | -- | -- | -- | -- | -- | -- | -- | -- | -- | -- | -- | -- | -- | -- | -- | -- | -- | -- | -- | -- | -- | -- | -- | -- | -- | -- | -- | -- | -- | -- | -- | -- | -- | -- | -- | -- | -- | -- | -- | -- | -- | -- | -- | -- |
| Fulham        | 14 | 1  | 2  | 1  | 1  | 2  | 1  | 2  | 4  | 3  | 5  | 3  | 2  | 2  | 2  | 2  | 2  | 1  | 1  | 1  | 1  | 1  | 1  | 2  | 2  | 3  | 1  | 1  | 1  | 1  | 1  | 1  | 1  | 1  | 1  | 1  | 1  | 1  | 1  | 1  | 1  | 1  | 1  | 1  | 1  | 1  |
| Bournemouth   | 7  | 5  | 4  | 7  | 6  | 5  | 3  | 1  | 1  | 2  | 1  | 1  | 1  | 1  | 1  | 1  | 1  | 2  | 2  | 2  | 2  | 2  | 2  | 1  | 1  | 1  | 2  | 3  | 3  | 3  | 2  | 2  | 2  | 2  | 2  | 3  | 2  | 2  | 2  | 2  | 2  | 2  | 2  | 2  | 2  | 2  |
| Huddersfield  | 15 | 22 | 16 | 10 | 4  | 9  | 6  | 7  | 7  | 7  | 7  | 6  | 6  | 8  | 5  | 7  | 8  | 7  | 8  | 8  | 11 | 10 | 10 | 6  | 6  | 5  | 7  | 6  | 7  | 5  | 5  | 5  | 5  | 4  | 3  | 2  | 3  | 3  | 4  | 3  | 3  | 3  | 3  | 3  | 4  | 3  |
| Nottingham    | 20 | 23 | 23 | 24 | 24 | 24 | 24 | 24 | 22 | 20 | 17 | 16 | 14 | 15 | 18 | 17 | 13 | 13 | 13 | 16 | 13 | 8  | 7  | 9  | 9  | 9  | 10 | 8  | 8  | 8  | 6  | 7  | 9  | 10 | 9  | 9  | 9  | 8  | 9  | 7  | 4  | 5  | 5  | 4  | 3  | 4  |
| Sheffield     | 22 | 20 | 22 | 23 | 23 | 18 | 19 | 15 | 11 | 13 | 14 | 13 | 17 | 14 | 17 | 16 | 18 | 17 | 16 | 13 | 10 | 13 | 11 | 11 | 12 | 13 | 14 | 11 | 11 | 10 | 10 | 9  | 6  | 6  | 7  | 7  | 6  | 9  | 5  | 8  | 6  | 6  | 6  | 6  | 5  | 5  |
| Luton Town    | 2  | 11 | 7  | 11 | 12 | 12 | 13 | 13 | 16 | 9  | 13 | 10 | 9  | 5  | 10 | 8  | 11 | 11 | 12 | 15 | 12 | 12 | 14 | 14 | 14 | 16 | 13 | 13 | 10 | 9  | 8  | 10 | 8  | 8  | 6  | 8  | 7  | 5  | 3  | 4  | 5  | 4  | 4  | 5  | 6  | 6  |
| Middlesbrough | 16 | 7  | 10 | 12 | 13 | 15 | 11 | 16 | 18 | 12 | 15 | 12 | 10 | 6  | 11 | 14 | 14 | 14 | 15 | 12 | 9  | 9  | 9  | 5  | 5  | 7  | 6  | 7  | 6  | 7  | 7  | 6  | 7  | 7  | 8  | 6  | 8  | 7  | 7  | 5  | 8  | 7  | 9  | 9  | 7  | 7  |
| Blackburn     | 4  | 6  | 6  | 9  | 10 | 10 | 8  | 6  | 6  | 6  | 8  | 9  | 13 | 12 | 7  | 12 | 7  | 8  | 7  | 5  | 4  | 4  | 3  | 3  | 3  | 2  | 3  | 2  | 2  | 2  | 3  | 3  | 3  | 5  | 4  | 4  | 5  | 4  | 6  | 6  | 7  | 8  | 8  | 7  | 9  | 8  |
| Millwall      | 17 | 16 | 19 | 21 | 17 | 14 | 15 | 18 | 19 | 14 | 11 | 14 | 11 | 10 | 12 | 9  | 9  | 9  | 10 | 10 | 8  | 11 | 12 | 12 | 11 | 11 | 11 | 14 | 15 | 15 | 15 | 15 | 14 | 12 | 11 | 10 | 11 | 10 | 10 | 10 | 9  | 10 | 7  | 8  | 8  | 9  |
| WBA           | 8  | 4  | 1  | 2  | 2  | 1  | 2  | 3  | 2  | 1  | 2  | 2  | 3  | 3  | 3  | 3  | 3  | 3  | 3  | 4  | 3  | 3  | 4  | 4  | 4  | 4  | 5  | 5  | 5  | 6  | 9  | 8  | 11 | 11 | 13 | 13 | 14 | 12 | 12 | 12 | 12 | 11 | 12 | 13 | 10 | 10 |
| QPR           | 18 | 2  | 3  | 5  | 3  | 4  | 7  | 8  | 10 | 8  | 6  | 8  | 5  | 7  | 8  | 5  | 6  | 6  | 4  | 3  | 5  | 5  | 5  | 7  | 7  | 6  | 4  | 4  | 4  | 4  | 4  | 4  | 4  | 3  | 5  | 5  | 4  | 6  | 8  | 9  | 11 | 12 | 10 | 10 | 12 | 11 |
| Coventry City | 5  | 14 | 8  | 4  | 7  | 6  | 4  | 4  | 3  | 4  | 3  | 4  | 4  | 4  | 4  | 4  | 4  | 5  | 5  | 6  | 7  | 7  | 8  | 10 | 10 | 10 | 9  | 10 | 9  | 12 | 13 | 12 | 10 | 9  | 10 | 11 | 10 | 11 | 11 | 11 | 10 | 9  | 11 | 11 | 11 | 12 |
| Preston       | 23 | 24 | 24 | 20 | 16 | 13 | 14 | 17 | 15 | 17 | 18 | 18 | 18 | 19 | 19 | 15 | 17 | 16 | 14 | 17 | 18 | 14 | 15 | 15 | 15 | 14 | 15 | 15 | 13 | 11 | 12 | 11 | 12 | 13 | 12 | 12 | 13 | 14 | 14 | 15 | 13 | 13 | 15 | 15 | 14 | 13 |
| Stoke City    | 3  | 8  | 5  | 3  | 5  | 3  | 5  | 5  | 5  | 5  | 4  | 5  | 7  | 9  | 9  | 6  | 5  | 4  | 6  | 7  | 6  | 6  | 6  | 8  | 8  | 8  | 8  | 9  | 12 | 14 | 11 | 13 | 13 | 14 | 15 | 15 | 15 | 16 | 15 | 13 | 15 | 15 | 14 | 12 | 13 | 14 |
| Swansea City  | 21 | 19 | 20 | 16 | 20 | 21 | 20 | 21 | 17 | 19 | 19 | 17 | 15 | 16 | 13 | 11 | 12 | 12 | 9  | 8  | 14 | 16 | 16 | 16 | 16 | 17 | 17 | 17 | 18 | 16 | 17 | 16 | 17 | 17 | 16 | 16 | 16 | 15 | 16 | 16 | 14 | 14 | 13 | 14 | 15 | 15 |
| Blackpool     | 10 | 21 | 21 | 22 | 22 | 19 | 22 | 20 | 14 | 16 | 12 | 15 | 12 | 11 | 6  | 10 | 10 | 10 | 11 | 11 | 15 | 17 | 13 | 13 | 13 | 12 | 12 | 12 | 14 | 13 | 14 | 14 | 15 | 15 | 14 | 14 | 12 | 13 | 13 | 14 | 16 | 16 | 16 | 16 | 16 | 16 |
| Bristol City  | 11 | 17 | 11 | 15 | 11 | 11 | 12 | 9  | 8  | 10 | 9  | 11 | 16 | 17 | 15 | 19 | 19 | 18 | 18 | 18 | 17 | 18 | 18 | 18 | 18 | 15 | 16 | 16 | 16 | 17 | 16 | 17 | 16 | 16 | 17 | 19 | 18 | 18 | 18 | 19 | 19 | 18 | 18 | 17 | 17 | 17 |
| Cardiff City  | 12 | 3  | 8  | 6  | 9  | 8  | 9  | 10 | 13 | 18 | 20 | 20 | 21 | 21 | 21 | 21 | 20 | 19 | 20 | 20 | 21 | 20 | 20 | 20 | 20 | 20 | 20 | 20 | 20 | 20 | 19 | 20 | 19 | 19 | 20 | 17 | 17 | 17 | 17 | 17 | 17 | 17 | 17 | 19 | 19 | 18 |
| Hull City     | 1  | 12 | 17 | 19 | 18 | 20 | 21 | 23 | 23 | 23 | 21 | 21 | 22 | 22 | 22 | 23 | 22 | 21 | 19 | 19 | 19 | 19 | 19 | 19 | 19 | 19 | 19 | 19 | 19 | 19 | 19 | 19 | 20 | 20 | 18 | 20 | 20 | 19 | 20 | 20 | 20 | 19 | 19 | 18 | 18 | 19 |
| Birmingham    | 6  | 10 | 14 | 8  | 8  | 7  | 10 | 11 | 12 | 15 | 16 | 19 | 19 | 18 | 14 | 13 | 15 | 15 | 17 | 14 | 16 | 15 | 17 | 17 | 17 | 18 | 18 | 18 | 17 | 18 | 18 | 18 | 18 | 18 | 19 | 18 | 19 | 20 | 19 | 18 | 18 | 20 | 20 | 20 | 20 | 20 |
| Reading       | 19 | 13 | 17 | 18 | 21 | 22 | 18 | 14 | 9  | 11 | 10 | 7  | 8  | 13 | 16 | 18 | 16 | 20 | 21 | 21 | 20 | 21 | 21 | 21 | 21 | 21 | 21 | 21 | 21 | 21 | 21 | 21 | 21 | 21 | 21 | 21 | 21 | 21 | 21 | 21 | 21 | 21 | 21 | 21 | 21 | 21 |
| Peterborough  | 24 | 15 | 15 | 17 | 19 | 23 | 23 | 22 | 21 | 22 | 23 | 23 | 20 | 20 | 20 | 20 | 21 | 22 | 22 | 22 | 22 | 22 | 22 | 22 | 22 | 22 | 22 | 22 | 22 | 22 | 22 | 22 | 23 | 23 | 24 | 24 | 24 | 24 | 23 | 24 | 24 | 23 | 22 | 22 | 23 | 22 |
| Derby County  | 13 | 18 | 12 | 14 | 15 | 16 | 16 | 12 | 24 | 24 | 24 | 24 | 24 | 24 | 24 | 24 | 24 | 24 | 24 | 24 | 24 | 24 | 24 | 24 | 24 | 24 | 23 | 23 | 23 | 23 | 23 | 23 | 22 | 22 | 23 | 22 | 23 | 23 | 24 | 23 | 23 | 22 | 23 | 23 | 22 | 23 |
| Barnsley      | 9  | 9  | 13 | 13 | 14 | 17 | 17 | 19 | 20 | 21 | 22 | 22 | 23 | 23 | 23 | 22 | 23 | 23 | 23 | 23 | 23 | 23 | 23 | 23 | 23 | 23 | 24 | 24 | 24 | 24 | 24 | 24 | 24 | 24 | 22 | 23 | 22 | 22 | 22 | 22 | 22 | 24 | 24 | 24 | 24 | 24 |

## Resultados
- Los horarios corresponden al huso horario del Reino Unido (Hora de Europa Occidental): UTC+0 en horario estándar y UTC+1 en horario de verano.

### Partidos
| Bournemouth         | 2 - 2 | West Bromwich Albion | Dean Court                     | 6 de agosto | 19:45 |
| Stoke City          | 3 - 2 | Reading              | Bet365 Stadium                 | 7 de agosto | 15:00 |
| Queens Park Rangers | 1 - 1 | Millwall             | Kiyan Prince Fundation Stadium | 7 de agosto | 15:00 |
| Preston North End   | 1 - 4 | Hull City            | Deepdale                       | 7 de agosto | 15:00 |
| Luton Town          | 3 - 0 | Peterborough United  | Kenilworth Road                | 7 de agosto | 15:00 |
| Derby County        | 1 - 1 | Huddersfield Town    | Pride Park                     | 7 de agosto | 15:00 |
| Cardiff City        | 1 - 1 | Barnsley             | Cardiff City Stadium           | 7 de agosto | 15:00 |
| Bristol City        | 1 - 1 | Blackpool            | Ashton Gate Stadium            | 7 de agosto | 15:00 |
| Blackburn Rovers    | 2 - 1 | Swansea City         | Ewood Park                     | 7 de agosto | 15:00 |
| Sheffield United    | 0 - 1 | Birmingham City      | Bramall Lane                   | 7 de agosto | 20:00 |
| Fulham              | 1 - 1 | Middlesbrough        | Craven Cottage                 | 8 de agosto | 13:30 |
| Coventry City       | 2 - 1 | Nottingham Forest    | Ricoh Arena                    | 8 de agosto | 16:30 |

| Peterborough United  | 2 - 1 | Derby County        | London Road Stadium | 14 de agosto | 12:30 |
| West Bromwich Albion | 3 - 2 | Luton Town          | The Hawthorns       | 14 de agosto | 15:00 |
| Reading              | 2 - 1 | Preston North End   | Madejski Stadium    | 14 de agosto | 15:00 |
| Nottingham Forest    | 1 - 2 | Bournemouth         | City Ground         | 14 de agosto | 15:00 |
| Millwall             | 1 - 1 | Blackburn Rovers    | The Den             | 14 de agosto | 15:00 |
| Middlesbrough        | 2 - 1 | Bristol City        | Riverside Stadium   | 14 de agosto | 15:00 |
| Hull City            | 0 - 3 | Queens Park Rangers | KCOM Stadium        | 14 de agosto | 15:00 |
| Huddersfield Town    | 1 - 5 | Fulham              | Kirklees Stadium    | 14 de agosto | 15:00 |
| Blackpool            | 0 - 2 | Cardiff City        | Bloomfield Road     | 14 de agosto | 15:00 |
| Birmingham City      | 0 - 0 | Stoke City          | St Andrew's Stadium | 14 de agosto | 15:00 |
| Barnsley             | 1 - 0 | Coventry City       | Oakwell Stadium     | 14 de agosto | 15:00 |
| Swansea City         | 0 - 0 | Sheffield United    | Liberty Stadium     | 14 de agosto | 20:00 |

| Barnsley             | 0 - 1 | Luton Town          | Oakwell Stadium     | 17 de agosto | 19:45 |
| Blackpool            | 0 - 1 | Coventry City       | Bloomfield Road     | 17 de agosto | 19:45 |
| Swansea City         | 1 - 3 | Stoke City          | Liberty Stadium     | 17 de agosto | 19:45 |
| Peterborough United  | 2 - 2 | Cardiff City        | London Road Stadium | 17 de agosto | 19:45 |
| Millwall             | 1 - 2 | Fulham              | The Den             | 17 de agosto | 19:45 |
| Huddersfield Town    | 1 - 0 | Preston North End   | Kirklees Stadium    | 17 de agosto | 19:45 |
| Reading              | 2 - 3 | Bristol City        | Madejski Stadium    | 17 de agosto | 20:00 |
| Birmingham City      | 0 - 2 | Bournemouth         | St Andrew's Stadium | 18 de agosto | 19:45 |
| Hull City            | 0 - 1 | Derby County        | KCOM Stadium        | 18 de agosto | 19:45 |
| Nottingham Forest    | 1 - 2 | Blackburn Rovers    | City Ground         | 18 de agosto | 19:45 |
| Middlesbrough        | 2 - 3 | Queens Park Rangers | Riverside Stadium   | 18 de agosto | 19:45 |
| West Bromwich Albion | 4 - 0 | Sheffield United    | The Hawthorns       | 18 de agosto | 20:00 |

| Bristol City        | 0 - 1 | Swansea City         | Ashton Gate Stadium            | 20 de agosto | 19:45 |
| Queens Park Rangers | 2 - 2 | Barnsley             | Kiyan Prince Fundation Stadium | 21 de agosto | 12:30 |
| Coventry City       | 2 - 1 | Reading              | Ricoh Arena                    | 21 de agosto | 15:00 |
| Stoke City          | 1 - 0 | Nottingham Forest    | Bet365 Stadium                 | 21 de agosto | 15:00 |
| Derby County        | 0 - 0 | Middlesbrough        | Pride Park                     | 21 de agosto | 15:00 |
| Cardiff City        | 3 - 1 | Millwall             | Cardiff City Stadium           | 21 de agosto | 15:00 |
| Blackburn Rovers    | 1 - 2 | West Bromwich Albion | Ewood Park                     | 21 de agosto | 15:00 |
| Luton Town          | 0 - 5 | Birmingham City      | Kenilworth Road                | 21 de agosto | 15:00 |
| Sheffield United    | 1 - 2 | Huddersfield Town    | Bramall Lane                   | 21 de agosto | 15:00 |
| Fulham              | 2 - 0 | Hull City            | Craven Cottage                 | 21 de agosto | 15:00 |
| Preston North End   | 1 - 0 | Peterborough United  | Deepdale                       | 21 de agosto | 15:00 |
| Bournemouth         | 2 - 2 | Blackpool            | Dean Court                     | 21 de agosto | 15:00 |

| Derby County        | 1 - 1 | Nottingham Forest    | Pride Park                     | 28 de agosto | 12:30 |
| Cardiff City        | 1 - 2 | Bristol City         | Cardiff City Stadium           | 28 de agosto | 12:30 |
| Middlesbrough       | 1 - 1 | Blackburn Rovers     | Riverside Stadium              | 28 de agosto | 15:00 |
| Preston North End   | 3 - 1 | Swansea City         | Deepdale                       | 28 de agosto | 15:00 |
| Queens Park Rangers | 2 - 0 | Coventry City        | Kiyan Prince Fundation Stadium | 28 de agosto | 15:00 |
| Fulham              | 3 - 0 | Stoke City           | Craven Cottage                 | 28 de agosto | 15:00 |
| Luton Town          | 0 - 0 | Sheffield United     | Kenilworth Road                | 28 de agosto | 15:00 |
| Huddersfield Town   | 4 - 0 | Reading              | Kirklees Stadium               | 28 de agosto | 15:00 |
| Millwall            | 2 - 1 | Blackpool            | The Den                        | 28 de agosto | 15:00 |
| Barnsley            | 1 - 1 | Birmingham City      | Oakwell Stadium                | 28 de agosto | 15:00 |
| Hull City           | 0 - 0 | Bournemouth          | KCOM Stadium                   | 28 de agosto | 15:00 |
| Peterborough United | 0 - 1 | West Bromwich Albion | London Road Stadium            | 28 de agosto | 20:00 |

| Birmingham City      | 2 - 0 | Derby County        | St Andrew's Stadium | 10 de septiembre | 20:00 |
| Bournemouth          | 3 - 0 | Barnsley            | Vitality Stadium    | 11 de septiembre | 15:00 |
| Blackburn Rovers     | 2 - 2 | Luton Town          | Ewood Park          | 11 de septiembre | 15:00 |
| Blackpool            | 1 - 0 | Fulham              | Bloomfield Road     | 11 de septiembre | 15:00 |
| Bristol City         | 0 - 0 | Preston North End   | Ashton Gate Stadium | 11 de septiembre | 15:00 |
| Coventry City        | 2 - 0 | Middlesbrough       | Ricoh Arena         | 11 de septiembre | 15:00 |
| Reading              | 3 - 3 | Queens Park Rangers | Madejski Stadium    | 11 de septiembre | 15:00 |
| Sheffield United     | 6 - 2 | Peterborough United | Bramall Lane        | 11 de septiembre | 15:00 |
| Stoke City           | 2 - 1 | Huddersfield Town   | Bet365 Stadium      | 11 de septiembre | 15:00 |
| Swansea City         | 0 - 0 | Hull City           | Liberty Stadium     | 11 de septiembre | 15:00 |
| West Bromwich Albion | 1 - 1 | Millwall            | The Hawthorns       | 11 de septiembre | 15:00 |
| Nottingham Forest    | 1 - 2 | Cardiff City        | City Ground         | 12 de septiembre | 14:30 |

| Sheffield United     | 2 - 2 | Preston North End   | Bramall Lane        | 14 de septiembre | 19:45 |
| Blackpool            | 0 - 3 | Huddersfield Town   | Bloomfield Road     | 14 de septiembre | 19:45 |
| Bournemouth          | 2 - 1 | Queens Park Rangers | Dean Court          | 14 de septiembre | 19:45 |
| Blackburn Rovers     | 2 - 0 | Hull City           | Ewood Park          | 14 de septiembre | 19:45 |
| Reading              | 3 - 1 | Peterborough United | Madejski Stadium    | 14 de septiembre | 20:00 |
| West Bromwich Albion | 0 - 0 | Derby County        | The Hawthorns       | 14 de septiembre | 20:00 |
| Bristol City         | 1 - 1 | Luton Town          | Ashton Gate Stadium | 15 de septiembre | 19:45 |
| Stoke City           | 1 - 1 | Barnsley            | Bet365 Stadium      | 15 de septiembre | 19:45 |
| Birmingham City      | 1 - 4 | Fulham              | St Andrew's Stadium | 15 de septiembre | 19:45 |
| Nottingham Forest    | 0 - 2 | Middlesbrough       | City Ground         | 15 de septiembre | 19:45 |
| Swansea City         | 0 - 0 | Millwall            | Liberty Stadium     | 15 de septiembre | 19:45 |
| Coventry City        | 1 - 0 | Cardiff City        | Ricoh Arena         | 15 de septiembre | 19:45 |

| Hull City           | 1 - 3 | Sheffield United     | KCOM Stadium                   | 18 de septiembre | 12:30 |
| Huddersfield Town   | 0 - 2 | Nottingham Forest    | Kirklees Stadium               | 18 de septiembre | 15:00 |
| Queens Park Rangers | 1 - 2 | Bristol City         | Kiyan Prince Fundation Stadium | 18 de septiembre | 15:00 |
| Fulham              | 1 - 2 | Reading              | Craven Cottage                 | 18 de septiembre | 15:00 |
| Barnsley            | 0 - 0 | Blackburn Rovers     | Oakwell Stadium                | 18 de septiembre | 15:00 |
| Derby County        | 2 - 1 | Stoke City           | Pride Park                     | 18 de septiembre | 15:00 |
| Middlesbrough       | 1 - 2 | Blackpool            | Riverside Stadium              | 18 de septiembre | 15:00 |
| Luton Town          | 3 - 3 | Swansea City         | Kenilworth Road                | 18 de septiembre | 15:00 |
| Peterborough United | 3 - 0 | Birmingham City      | London Road Stadium            | 18 de septiembre | 15:00 |
| Preston North End   | 1 - 1 | West Bromwich Albion | Deepdale                       | 18 de septiembre | 15:00 |
| Millwall            | 1 - 1 | Coventry City        | The Den                        | 18 de septiembre | 15:00 |
| Cardiff City        | 0 - 1 | Bournemouth          | Cardiff City Stadium           | 18 de septiembre | 15:00 |

| Coventry City        | 3 - 0 | Peterborough United | Ricoh Arena         | 24 de septiembre | 19:45 |
| West Bromwich Albion | 2 - 1 | Queens Park Rangers | The Hawthorns       | 24 de septiembre | 20:00 |
| Reading              | 1 - 0 | Middlesbrough       | Madejski Stadium    | 25 de septiembre | 12:30 |
| Swansea City         | 1 - 0 | Huddersfield Town   | Liberty Stadium     | 25 de septiembre | 15:00 |
| Blackpool            | 1 - 0 | Barnsley            | Bloomfield Road     | 25 de septiembre | 15:00 |
| Stoke City           | 2 - 0 | Hull City           | Bet365 Stadium      | 25 de septiembre | 15:00 |
| Bournemouth          | 2 - 1 | Luton Town          | Dean Court          | 25 de septiembre | 15:00 |
| Nottingham Forest    | 1 - 1 | Millwall            | City Ground         | 25 de septiembre | 15:00 |
| Sheffield United     | 1 - 0 | Derby County        | Bramall Lane        | 25 de septiembre | 15:00 |
| Blackburn Rovers     | 5 - 1 | Cardiff City        | Ewood Park          | 25 de septiembre | 15:00 |
| Bristol City         | 1 - 1 | Fulham              | Ashton Gate Stadium | 25 de septiembre | 15:00 |
| Birmingham City      | 0 - 0 | Preston North End   | St Andrew's Stadium | 25 de septiembre | 15:00 |

| Huddersfield Town   | 3 - 2 | Blackburn Rovers     | Kirklees Stadium               | 28 de septiembre | 19:45 |
| Preston North End   | 1 - 1 | Stoke City           | Deepdale                       | 28 de septiembre | 19:45 |
| Cardiff City        | 0 - 4 | West Bromwich Albion | Cardiff City Stadium           | 28 de septiembre | 19:45 |
| Queens Park Rangers | 2 - 0 | Birmingham City      | Kiyan Prince Fundation Stadium | 28 de septiembre | 19:45 |
| Hull City           | 1 - 1 | Blackpool            | KCOM Stadium                   | 28 de septiembre | 19:45 |
| Middlesbrough       | 2 - 0 | Sheffield United     | Riverside Stadium              | 28 de septiembre | 19:45 |
| Fulham              | 3 - 1 | Swansea City         | Craven Cottage                 | 29 de septiembre | 19:45 |
| Derby County        | 1 - 0 | Reading              | Pride Park                     | 29 de septiembre | 19:45 |
| Peterborough United | 0 - 0 | Bournemouth          | London Road Stadium            | 29 de septiembre | 19:45 |
| Luton Town          | 5 - 0 | Coventry City        | Kenilworth Road                | 29 de septiembre | 19:45 |
| Barnsley            | 1 - 3 | Nottingham Forest    | Oakwell Stadium                | 29 de septiembre | 19:45 |
| Millwall            | 1 - 0 | Bristol City         | The Den                        | 29 de septiembre | 19:45 |

| Stoke City          | 1 - 0 | West Bromwich Albion | Bet365 Stadium                 | 1 de octubre | 19:45 |
| Coventry City       | 4 - 1 | Fulham               | Ricoh Arena                    | 2 de octubre | 12:30 |
| Barnsley            | 0 - 1 | Millwall             | Oakwell Stadium                | 2 de octubre | 15:00 |
| Birmingham City     | 0 - 3 | Nottingham Forest    | St Andrew's Stadium            | 2 de octubre | 15:00 |
| Blackpool           | 2 - 1 | Blackburn Rovers     | Bloomfield Road                | 2 de octubre | 15:00 |
| Bournemouth         | 2 - 1 | Sheffield United     | Dean Court                     | 2 de octubre | 15:00 |
| Cardiff City        | 0 - 1 | Reading              | Cardiff City Stadium           | 2 de octubre | 15:00 |
| Derby County        | 0 - 0 | Swansea City         | Pride Park                     | 2 de octubre | 15:00 |
| Hull City           | 2 - 0 | Middlesbrough        | KCOM Stadium                   | 2 de octubre | 15:00 |
| Luton Town          | 0 - 0 | Huddersfield Town    | Kenilworth Road                | 2 de octubre | 15:00 |
| Peterborough United | 2 - 3 | Bristol City         | London Road Stadium            | 2 de octubre | 15:00 |
| Queens Park Rangers | 3 - 2 | Preston North End    | Kiyan Prince Fundation Stadium | 2 de octubre | 15:00 |

| West Bromwich Albion | 1 - 0 | Birmingham City     | The Hawthorns       | 15 de octubre | 20:00 |
| Fulham               | 4 - 1 | Queens Park Rangers | Craven Cottage      | 16 de octubre | 12:30 |
| Nottingham Forest    | 2 - 1 | Blackpool           | City Ground         | 16 de octubre | 15:00 |
| Millwall             | 0 - 2 | Luton Town          | The Den             | 16 de octubre | 15:00 |
| Bristol City         | 0 - 2 | Bournemouth         | Ashton Gate Stadium | 16 de octubre | 15:00 |
| Preston North End    | 0 - 0 | Derby County        | Deepdale            | 16 de octubre | 15:00 |
| Middlesbrough        | 2 - 0 | Peterborough United | Riverside Stadium   | 16 de octubre | 15:00 |
| Reading              | 1 - 0 | Barnsley            | Madejski Stadium    | 16 de octubre | 15:00 |
| Blackburn Rovers     | 2 - 2 | Coventry City       | Ewood Park          | 16 de octubre | 15:00 |
| Huddersfield Town    | 2 - 0 | Hull City           | Kirklees Stadium    | 16 de octubre | 15:00 |
| Sheffield United     | 2 - 1 | Stoke City          | Bramall Lane        | 16 de octubre | 15:00 |
| Swansea City         | 3 - 0 | Cardiff City        | Liberty Stadium     | 17 de octubre | 12:00 |

| Bristol City        | 1 - 2 | Nottingham Forest    | Ashton Gate Stadium            | 19 de octubre | 19:45 |
| Derby County        | 2 - 2 | Luton Town           | Pride Park                     | 19 de octubre | 19:45 |
| Queens Park Rangers | 1 - 0 | Blackburn Rovers     | Kiyan Prince Fundation Stadium | 19 de octubre | 19:45 |
| Sheffield United    | 1 - 2 | Millwall             | Bramall Lane                   | 19 de octubre | 19:45 |
| Stoke City          | 0 - 1 | Bournemouth          | Bet365 Stadium                 | 19 de octubre | 19:45 |
| Fulham              | 2 - 0 | Cardiff City         | Craven Cottage                 | 20 de octubre | 19:45 |
| Huddersfield Town   | 0 - 0 | Birmingham City      | Kirklees Stadium               | 20 de octubre | 19:45 |
| Hull City           | 1 - 2 | Peterborough United  | KCOM Stadium                   | 20 de octubre | 19:45 |
| Middlesbrough       | 2 - 0 | Barnsley             | Riverside Stadium              | 20 de octubre | 19:45 |
| Preston North End   | 2 - 1 | Coventry City        | Deepdale                       | 20 de octubre | 19:45 |
| Swansea City        | 2 - 1 | West Bromwich Albion | Liberty Stadium                | 20 de octubre | 19:45 |
| Reading             | 2 - 3 | Blackpool            | Madejski Stadium               | 20 de octubre | 20:00 |

| Cardiff City         | 0 - 2 | Middlesbrough       | Cardiff City Stadium | 23 de octubre | 12:30 |
| Bournemouth          | 3 - 0 | Huddersfield Town   | Dean Court           | 23 de octubre | 15:00 |
| Birmingham City      | 2 - 1 | Swansea City        | St Andrew's Stadium  | 23 de octubre | 15:00 |
| Blackburn Rovers     | 2 - 0 | Reading             | Ewood Park           | 23 de octubre | 15:00 |
| Blackpool            | 2 - 0 | Preston North End   | Bloomfield Road      | 23 de octubre | 15:00 |
| Coventry City        | 1 - 1 | Derby County        | Ricoh Arena          | 23 de octubre | 15:00 |
| Luton Town           | 1 - 0 | Hull City           | Kenilworth Road      | 23 de octubre | 15:00 |
| Millwall             | 2 - 1 | Stoke City          | The Den              | 23 de octubre | 15:00 |
| Peterborough United  | 2 - 1 | Queens Park Rangers | London Road Stadium  | 23 de octubre | 15:00 |
| West Bromwich Albion | 3 - 0 | Bristol City        | The Hawthorns        | 23 de octubre | 15:00 |
| Barnsley             | 2 - 3 | Sheffield United    | Oakwell Stadium      | 24 de octubre | 12:30 |
| Nottingham Forest    | 0 - 4 | Fulham              | City Ground          | 24 de octubre | 15:00 |

| Queens Park Rangers | 1 - 1 | Nottingham Forest    | Kiyan Prince Fundation Stadium | 29 de octubre | 19:45 |
| Fulham              | 3 - 0 | West Bromwich Albion | Craven Cottage                 | 30 de octubre | 12:30 |
| Bristol City        | 2 - 1 | Barnsley             | Ashton Gate Stadium            | 30 de octubre | 15:00 |
| Derby County        | 1 - 2 | Blackburn Rovers     | Pride Park                     | 30 de octubre | 15:00 |
| Huddersfield Town   | 1 - 0 | Millwall             | Kirklees Stadium               | 30 de octubre | 15:00 |
| Hull City           | 0 - 1 | Coventry City        | KCOM Stadium                   | 30 de octubre | 15:00 |
| Middlesbrough       | 0 - 2 | Birmingham City      | Riverside Stadium              | 30 de octubre | 15:00 |
| Preston North End   | 2 - 0 | Luton Town           | Deepdale                       | 30 de octubre | 15:00 |
| Sheffield United    | 0 - 1 | Blackpool            | Bramall Lane                   | 30 de octubre | 15:00 |
| Stoke City          | 3 - 3 | Cardiff City         | Bet365 Stadium                 | 30 de octubre | 15:00 |
| Swansea City        | 3 - 0 | Peterborough United  | Liberty Stadium                | 30 de octubre | 15:00 |
| Reading             | 0 - 2 | Bournemouth          | Madejski Stadium               | 30 de octubre | 20:00 |

| Birmingham City      | 3 - 0 | Bristol City        | St Andrew's Stadium  | 2 de noviembre | 19:45 |
| Coventry City        | 1 - 2 | Swansea City        | Ricoh Arena          | 2 de noviembre | 19:45 |
| Luton Town           | 3 - 1 | Middlesbrough       | Kenilworth Road      | 2 de noviembre | 19:45 |
| Millwall             | 1 - 0 | Reading             | The Den              | 2 de noviembre | 19:45 |
| Nottingham Forest    | 1 - 1 | Sheffield United    | City Ground          | 2 de noviembre | 19:45 |
| Peterborough United  | 1 - 1 | Huddersfield Town   | London Road Stadium  | 2 de noviembre | 19:45 |
| Bournemouth          | 1 - 2 | Preston North End   | Dean Court           | 3 de noviembre | 19:45 |
| Barnsley             | 2 - 1 | Derby County        | Oakwell Stadium      | 3 de noviembre | 19:45 |
| Blackburn Rovers     | 0 - 7 | Fulham              | Ewood Park           | 3 de noviembre | 19:45 |
| Blackpool            | 0 - 1 | Stoke City          | Bloomfield Road      | 3 de noviembre | 19:45 |
| Cardiff City         | 0 - 1 | Queens Park Rangers | Cardiff City Stadium | 3 de noviembre | 19:45 |
| West Bromwich Albion | 1 - 0 | Hull City           | The Hawthorns        | 3 de noviembre | 20:00 |

| Bournemouth          | 4 - 0 | Swansea City        | Dean Court           | 6 de noviembre | 15:00 |
| Barnsley             | 0 - 2 | Hull City           | Oakwell Stadium      | 6 de noviembre | 15:00 |
| Birmingham City      | 1 - 2 | Reading             | St Andrew's Stadium  | 6 de noviembre | 15:00 |
| Blackburn Rovers     | 3 - 1 | Sheffield United    | Ewood Park           | 6 de noviembre | 15:00 |
| Cardiff City         | 2 - 1 | Huddersfield Town   | Cardiff City Stadium | 6 de noviembre | 15:00 |
| Luton Town           | 0 - 1 | Stoke City          | Kenilworth Road      | 6 de noviembre | 15:00 |
| Millwall             | 1 - 1 | Derby County        | The Den              | 6 de noviembre | 15:00 |
| Nottingham Forest    | 3 - 0 | Preston North End   | City Ground          | 6 de noviembre | 15:00 |
| Peterborough United  | 0 - 1 | Fulham              | London Road Stadium  | 6 de noviembre | 15:00 |
| Coventry City        | 3 - 2 | Bristol City        | Ricoh Arena          | 6 de noviembre | 15:00 |
| West Bromwich Albion | 1 - 1 | Middlesbrough       | The Hawthorns        | 6 de noviembre | 15:00 |
| Blackpool            | 1 - 1 | Queens Park Rangers | Bloomfield Road      | 6 de noviembre | 17:30 |

| Queens Park Rangers | 2 - 0 | Luton Town           | Kiyan Prince Fundation Stadium | 19 de noviembre | 19:45 |
| Sheffield United    | 0 - 0 | Coventry City        | Bramall Lane                   | 20 de noviembre | 12:30 |
| Bristol City        | 1 - 1 | Blackburn Rovers     | Ashton Gate Stadium            | 20 de noviembre | 15:00 |
| Fulham              | 4 - 1 | Barnsley             | Craven Cottage                 | 20 de noviembre | 15:00 |
| Huddersfield Town   | 1 - 0 | West Bromwich Albion | Kirklees Stadium               | 20 de noviembre | 15:00 |
| Hull City           | 2 - 0 | Birmingham City      | KCOM Stadium                   | 20 de noviembre | 15:00 |
| Middlesbrough       | 1 - 1 | Millwall             | Riverside Stadium              | 20 de noviembre | 15:00 |
| Preston North End   | 1 - 2 | Cardiff City         | Deepdale                       | 20 de noviembre | 15:00 |
| Reading             | 1 - 1 | Nottingham Forest    | Madejski Stadium               | 20 de noviembre | 15:00 |
| Stoke City          | 2 - 0 | Peterborough United  | Bet365 Stadium                 | 20 de noviembre | 15:00 |
| Swansea City        | 1 - 1 | Blackpool            | Liberty Stadium                | 20 de noviembre | 15:00 |
| Derby County        | 3 - 2 | Bournemouth          | Pride Park                     | 21 de noviembre | 12:00 |

| Blackpool           | 0 - 0 | West Bromwich Albion | Bloomfield Road                | 23 de noviembre | 19:45 |
| Coventry City       | 0 - 0 | Birmingham City      | Ricoh Arena                    | 23 de noviembre | 19:45 |
| Middlesbrough       | 1 - 2 | Preston North End    | Riverside Stadium              | 23 de noviembre | 19:45 |
| Nottingham Forest   | 0 - 0 | Luton Town           | City Ground                    | 23 de noviembre | 19:45 |
| Reading             | 0 - 1 | Sheffield United     | Madejski Stadium               | 23 de noviembre | 20:00 |
| Fulham              | 0 - 0 | Derby County         | Craven Cottage                 | 24 de noviembre | 19:45 |
| Barnsley            | 0 - 2 | Swansea City         | Oakwell Stadium                | 24 de noviembre | 19:45 |
| Blackburn Rovers    | 4 - 0 | Peterborough United  | Ewood Park                     | 24 de noviembre | 19:45 |
| Bristol City        | 1 - 0 | Stoke City           | Ashton Gate Stadium            | 24 de noviembre | 19:45 |
| Cardiff City        | 0 - 1 | Hull City            | Cardiff City Stadium           | 24 de noviembre | 19:45 |
| Millwall            | 1 - 1 | Bournemouth          | The Den                        | 24 de noviembre | 19:45 |
| Queens Park Rangers | 1 - 0 | Huddersfield Town    | Kiyan Prince Fundation Stadium | 24 de noviembre | 19:45 |

| West Bromwich Albion | 0 - 0 | Nottingham Forest   | The Hawthorns       | 26 de noviembre | 20:00 |
| Preston North End    | 1 - 1 | Fulham              | Deepdale            | 27 de noviembre | 12:30 |
| Bournemouth          | 2 - 2 | Coventry City       | Dean Court          | 27 de noviembre | 15:00 |
| Birmingham City      | 1 - 0 | Blackpool           | St Andrew's Stadium | 27 de noviembre | 15:00 |
| Huddersfield Town    | 1 - 2 | Middlesbrough       | Kirklees Stadium    | 27 de noviembre | 15:00 |
| Hull City            | 2 - 1 | Millwall            | KCOM Stadium        | 27 de noviembre | 15:00 |
| Luton Town           | 1 - 2 | Cardiff City        | Kenilworth Road     | 27 de noviembre | 15:00 |
| Peterborough United  | 0 - 0 | Barnsley            | London Road Stadium | 27 de noviembre | 15:00 |
| Stoke City           | 0 - 1 | Blackburn Rovers    | Bet365 Stadium      | 27 de noviembre | 15:00 |
| Swansea City         | 2 - 3 | Reading             | Liberty Stadium     | 27 de noviembre | 15:00 |
| Sheffield United     | 2 - 0 | Bristol City        | Bramall Lane        | 28 de noviembre | 12:30 |
| Derby County         | 1 - 2 | Queens Park Rangers | Pride Park          | 29 de noviembre | 19:45 |

| Fulham              | 1 - 1 | Bournemouth          | Craven Cottage                 | 3 de diciembre | 19:45 |
| Coventry City       | 1 - 2 | West Bromwich Albion | Ricoh Arena                    | 4 de diciembre | 12:30 |
| Barnsley            | 1 - 1 | Huddersfield Town    | Oakwell Stadium                | 4 de diciembre | 15:00 |
| Blackburn Rovers    | 1 - 0 | Preston North End    | Ewood Park                     | 4 de diciembre | 15:00 |
| Blackpool           | 0 - 3 | Luton Town           | Bloomfield Road                | 4 de diciembre | 15:00 |
| Bristol City        | 1 - 0 | Derby County         | Ashton Gate Stadium            | 4 de diciembre | 15:00 |
| Cardiff City        | 2 - 3 | Sheffield United     | Cardiff City Stadium           | 4 de diciembre | 15:00 |
| Middlesbrough       | 1 - 0 | Swansea City         | Riverside Stadium              | 4 de diciembre | 15:00 |
| Millwall            | 3 - 1 | Birmingham City      | The Den                        | 4 de diciembre | 15:00 |
| Nottingham Forest   | 2 - 0 | Peterborough United  | City Ground                    | 4 de diciembre | 15:00 |
| Reading             | 1 - 1 | Hull City            | Madejski Stadium               | 4 de diciembre | 15:00 |
| Queens Park Rangers | 0 - 2 | Stoke City           | Kiyan Prince Fundation Stadium | 5 de diciembre | 14:30 |

| Huddersfield Town    | 1 - 1 | Coventry City       | Kirklees Stadium    | 11 de diciembre | 12:30 |
| Bournemouth          | 0 - 2 | Blackburn Rovers    | Dean Court          | 11 de diciembre | 15:00 |
| Birmingham City      | 2 - 2 | Cardiff City        | St Andrew's Stadium | 11 de diciembre | 15:00 |
| Derby County         | 1 - 0 | Blackpool           | Pride Park          | 11 de diciembre | 15:00 |
| Hull City            | 2 - 2 | Bristol City        | KCOM Stadium        | 11 de diciembre | 15:00 |
| Luton Town           | 1 - 1 | Fulham              | Kenilworth Road     | 11 de diciembre | 15:00 |
| Peterborough United  | 2 - 1 | Millwall            | London Road Stadium | 11 de diciembre | 15:00 |
| Preston North End    | 2 - 1 | Barnsley            | Deepdale            | 11 de diciembre | 15:00 |
| Stoke City           | 0 - 0 | Middlesbrough       | Bet365 Stadium      | 11 de diciembre | 15:00 |
| Swansea City         | 1 - 4 | Nottingham Forest   | Liberty Stadium     | 11 de diciembre | 15:00 |
| West Bromwich Albion | 1 - 0 | Reading             | The Hawthorns       | 11 de diciembre | 15:00 |
| Sheffield United     | 1 - 0 | Queens Park Rangers | Bramall Lane        | 5 de abril      | 19:45 |

| Barnsley            | 0 - 0 | West Bromwich Albion | Oakwell Stadium                | 17 de diciembre | 19:45 |
| Middlesbrough       | 1 - 0 | Bournemouth          | Riverside Stadium              | 18 de diciembre | 15:00 |
| Blackburn Rovers    | 4 - 0 | Birmingham City      | Ewood Park                     | 18 de diciembre | 15:00 |
| Blackpool           | 3 - 1 | Peterborough United  | Bloomfield Road                | 18 de diciembre | 15:00 |
| Bristol City        | 2 - 3 | Huddersfield Town    | Ashton Gate Stadium            | 18 de diciembre | 15:00 |
| Nottingham Forest   | 2 - 1 | Hull City            | City Ground                    | 18 de diciembre | 15:00 |
| Fulham              | 0 - 1 | Sheffield United     | Craven Cottage                 | 20 de diciembre | 19:45 |
| Reading             | 0 - 2 | Luton Town           | Madejski Stadium               | 19 de enero     | 20:00 |
| Coventry City       | 1 - 0 | Stoke City           | Ricoh Arena                    | 25 de enero     | 19:45 |
| Queens Park Rangers | 0 - 0 | Swansea City         | Kiyan Prince Fundation Stadium | 25 de enero     | 19:45 |
| Millwall            | 0 - 0 | Preston North End    | The Den                        | 1 de febrero    | 19:45 |
| Cardiff City        | 1 - 0 | Derby County         | Cardiff City Stadium           | 1 de marzo      | 19:45 |

| Huddersfield Town   | 3 - 2 | Blackpool            | Kirklees Stadium               | 26 de diciembre | 15:00 |
| Middlesbrough       | 2 - 0 | Nottingham Forest    | Riverside Stadium              | 26 de diciembre | 15:00 |
| Derby County        | 1 - 0 | West Bromwich Albion | Pride Park                     | 27 de diciembre | 15:00 |
| Queens Park Rangers | 0 - 1 | Bournemouth          | Kiyan Prince Fundation Stadium | 27 de diciembre | 17:30 |
| Fulham              | 6 - 2 | Birmingham City      | Craven Cottage                 | 18 de enero     | 19:45 |
| Preston North End   | 2 - 2 | Sheffield United     | Deepdale                       | 18 de enero     | 19:45 |
| Hull City           | 2 - 0 | Blackburn Rovers     | KCOM Stadium                   | 19 de enero     | 19:45 |
| Luton Town          | 2 - 1 | Bristol City         | Kenilworth Road                | 25 de enero     | 19:45 |
| Cardiff City        | 2 - 0 | Coventry City        | Cardiff City Stadium           | 15 de febrero   | 19:45 |
| Peterborough United | 0 - 0 | Reading              | London Road Stadium            | 16 de febrero   | 19:45 |
| Barnsley            | 1 - 1 | Stoke City           | Oakwell Stadium                | 8 de marzo      | 19:45 |
| Millwall            | 0 - 1 | Swansea City         | The Den                        | 5 de abril      | 19:45 |

| Blackburn Rovers     | 2 - 1 | Barnsley            | Ewood Park          | 29 de diciembre | 19:45 |
| Blackpool            | 1 - 2 | Middlesbrough       | Bloomfield Road     | 29 de diciembre | 19:45 |
| Coventry City        | 0 - 1 | Millwall            | Ricoh Arena         | 29 de diciembre | 19:45 |
| Bournemouth          | 3 - 0 | Cardiff City        | Dean Court          | 30 de diciembre | 19:45 |
| Bristol City         | 1 - 2 | Queens Park Rangers | Ashton Gate Stadium | 30 de diciembre | 19:45 |
| Nottingham Forest    | 0 - 1 | Huddersfield Town   | City Ground         | 30 de diciembre | 19:45 |
| Stoke City           | 1 - 2 | Derby County        | Bet365 Stadium      | 30 de diciembre | 19:45 |
| Reading              | 0 - 7 | Fulham              | Madejski Stadium    | 11 de enero     | 20:00 |
| Birmingham City      | 2 - 2 | Peterborough United | St Andrew's Stadium | 25 de enero     | 19:45 |
| West Bromwich Albion | 0 - 2 | Preston North End   | The Hawthorns       | 26 de enero     | 20:00 |
| Swansea City         | 0 - 1 | Luton Town          | Liberty Stadium     | 1 de febrero    | 19:45 |
| Sheffield United     | 0 - 0 | Hull City           | Bramall Lane        | 15 de febrero   | 19:45 |

| Blackpool            | 1 - 0 | Hull City           | Bloomfield Road     | 1 de enero  | 15:00 |
| Bristol City         | 3 - 2 | Millwall            | Ashton Gate Stadium | 2 de enero  | 13:00 |
| Birmingham City      | 1 - 2 | Queens Park Rangers | St Andrew's Stadium | 2 de enero  | 14:00 |
| Blackburn Rovers     | 0 - 0 | Huddersfield Town   | Ewood Park          | 2 de enero  | 14:00 |
| West Bromwich Albion | 1 - 1 | Cardiff City        | The Hawthorns       | 2 de enero  | 14:00 |
| Reading              | 2 - 2 | Derby County        | Madejski Stadium    | 3 de enero  | 15:00 |
| Stoke City           | 1 - 2 | Preston North End   | Bet365 Stadium      | 3 de enero  | 15:00 |
| Nottingham Forest    | 3 - 0 | Barnsley            | City Ground         | 25 de enero | 19:45 |
| Sheffield United     | 4 - 1 | Middlesbrough       | Bramall Lane        | 8 de marzo  | 19:45 |
| Bournemouth          | 1 - 1 | Peterborough United | Dean Court          | 8 de marzo  | 19:45 |
| Coventry City        | 0 - 1 | Luton Town          | Ricoh Arena         | 8 de marzo  | 19:45 |
| Swansea City         | 1 - 5 | Fulham              | Liberty Stadium     | 8 de marzo  | 19:45 |

| Luton Town          | 3 - 2 | Bournemouth          | Kenilworth Road                | 15 de enero | 12:30 |
| Cardiff City        | 0 - 1 | Blackburn Rovers     | Cardiff City Stadium           | 15 de enero | 15:00 |
| Derby County        | 2 - 0 | Sheffield United     | Pride Park                     | 15 de enero | 15:00 |
| Fulham              | 6 - 2 | Bristol City         | Craven Cottage                 | 15 de enero | 15:00 |
| Huddersfield Town   | 1 - 1 | Swansea City         | Kirklees Stadium               | 15 de enero | 15:00 |
| Middlesbrough       | 2 - 1 | Reading              | Riverside Stadium              | 15 de enero | 15:00 |
| Millwall            | 0 - 1 | Nottingham Forest    | The Den                        | 15 de enero | 15:00 |
| Peterborough United | 1 - 4 | Coventry City        | London Road Stadium            | 15 de enero | 15:00 |
| Preston North End   | 1 - 1 | Birmingham City      | Deepdale                       | 15 de enero | 15:00 |
| Queens Park Rangers | 1 - 0 | West Bromwich Albion | Kiyan Prince Fundation Stadium | 15 de enero | 15:00 |
| Hull City           | 0 - 2 | Stoke City           | KCOM Stadium                   | 16 de enero | 12:00 |
| Barnsley            | 0 - 2 | Blackpool            | Oakwell Stadium                | 26 de abril | 19:45 |

| Bristol City         | 3 - 2 | Cardiff City        | Ashton Gate Stadium | 22 de enero | 12:30 |
| Nottingham Forest    | 2 - 1 | Derby County        | City Ground         | 22 de enero | 12:30 |
| Bournemouth          | 0 - 1 | Hull City           | Dean Court          | 22 de enero | 15:00 |
| Birmingham City      | 2 - 1 | Barnsley            | St Andrew's Stadium | 22 de enero | 15:00 |
| Blackpool            | 1 - 0 | Millwall            | Bloomfield Road     | 22 de enero | 15:00 |
| Coventry City        | 1 - 2 | Queens Park Rangers | Ricoh Arena         | 22 de enero | 15:00 |
| Reading              | 3 - 4 | Huddersfield Town   | Madejski Stadium    | 22 de enero | 15:00 |
| Sheffield United     | 2 - 0 | Luton Town          | Bramall Lane        | 22 de enero | 15:00 |
| Stoke City           | 2 - 3 | Fulham              | Bet365 Stadium      | 22 de enero | 15:00 |
| Swansea City         | 1 - 0 | Preston North End   | Liberty Stadium     | 22 de enero | 15:00 |
| West Bromwich Albion | 3 - 0 | Peterborough United | The Hawthorns       | 22 de enero | 15:00 |
| Blackburn Rovers     | 1 - 0 | Middlesbrough       | Ewood Park          | 24 de enero | 19:45 |

| Huddersfield Town   | 1 - 1 | Stoke City           | Kirklees Stadium               | 28 de enero | 19:45 |
| Barnsley            | 0 - 1 | Bournemouth          | Oakwell Stadium                | 29 de enero | 15:00 |
| Fulham              | 1 - 1 | Blackpool            | Craven Cottage                 | 29 de enero | 15:00 |
| Hull City           | 2 - 0 | Swansea City         | KCOM Stadium                   | 29 de enero | 15:00 |
| Luton Town          | 0 - 0 | Blackburn Rovers     | Kenilworth Road                | 29 de enero | 15:00 |
| Middlesbrough       | 1 - 0 | Coventry City        | Riverside Stadium              | 29 de enero | 15:00 |
| Millwall            | 2 - 0 | West Bromwich Albion | The Den                        | 29 de enero | 15:00 |
| Preston North End   | 2 - 2 | Bristol City         | Deepdale                       | 29 de enero | 15:00 |
| Queens Park Rangers | 4 - 0 | Reading              | Kiyan Prince Fundation Stadium | 29 de enero | 15:00 |
| Peterborough United | 0 - 2 | Sheffield United     | London Road Stadium            | 29 de enero | 17:30 |
| Derby County        | 2 - 2 | Birmingham City      | Pride Park                     | 30 de enero | 13:30 |
| Cardiff City        | 2 - 1 | Nottingham Forest    | Cardiff City Stadium           | 30 de enero | 16:00 |

| Barnsley             | 0 - 1 | Cardiff City        | Oakwell Stadium     | 2 de febrero  | 19:45 |
| Huddersfield Town    | 2 - 0 | Derby County        | Kirklees Stadium    | 2 de febrero  | 19:45 |
| Birmingham City      | 1 - 2 | Sheffield United    | St Andrew's Stadium | 4 de febrero  | 19:45 |
| Blackpool            | 3 - 1 | Bristol City        | Bloomfield Road     | 5 de febrero  | 15:00 |
| Hull City            | 0 - 1 | Preston North End   | KCOM Stadium        | 5 de febrero  | 15:00 |
| Swansea City         | 1 - 0 | Blackburn Rovers    | Liberty Stadium     | 5 de febrero  | 17:30 |
| Millwall             | 2 - 0 | Queens Park Rangers | The Den             | 15 de febrero | 19:45 |
| Peterborough United  | 1 - 1 | Luton Town          | London Road Stadium | 5 de abril    | 19:45 |
| Reading              | 2 - 1 | Stoke City          | Madejski Stadium    | 5 de abril    | 20:00 |
| Nottingham Forest    | 2 - 0 | Coventry City       | City Ground         | 6 de abril    | 19:45 |
| Middlesbrough        | 0 - 1 | Fulham              | Riverside Stadium   | 6 de abril    | 19:45 |
| West Bromwich Albion | 2 - 0 | Bournemouth         | The Hawthorns       | 6 de abril    | 20:00 |

| Coventry City       | 1 - 1 | Blackpool            | Ricoh Arena                    | 8 de febrero | 19:45 |
| Derby County        | 3 - 1 | Hull City            | Pride Park                     | 8 de febrero | 19:45 |
| Fulham              | 3 - 0 | Millwall             | Craven Cottage                 | 8 de febrero | 19:45 |
| Luton Town          | 2 - 1 | Barnsley             | Kenilworth Road                | 8 de febrero | 19:45 |
| Stoke City          | 3 - 0 | Swansea City         | Bet365 Stadium                 | 8 de febrero | 19:45 |
| Cardiff City        | 4 - 0 | Peterborough United  | Cardiff City Stadium           | 9 de febrero | 19:45 |
| Bournemouth         | 3 - 1 | Birmingham City      | Dean Court                     | 9 de febrero | 19:45 |
| Blackburn Rovers    | 0 - 2 | Nottingham Forest    | Ewood Park                     | 9 de febrero | 19:45 |
| Bristol City        | 2 - 1 | Reading              | Ashton Gate Stadium            | 9 de febrero | 19:45 |
| Preston North End   | 0 - 0 | Huddersfield Town    | Deepdale                       | 9 de febrero | 19:45 |
| Queens Park Rangers | 2 - 2 | Middlesbrough        | Kiyan Prince Fundation Stadium | 9 de febrero | 19:45 |
| Sheffield United    | 2 - 0 | West Bromwich Albion | Bramall Lane                   | 9 de febrero | 19:45 |

| Huddersfield Town    | 0 - 0 | Sheffield United    | Kirklees Stadium    | 12 de febrero | 12:30 |
| Barnsley             | 1 - 0 | Queens Park Rangers | Oakwell Stadium     | 12 de febrero | 15:00 |
| Birmingham City      | 3 - 0 | Luton Town          | St Andrew's Stadium | 12 de febrero | 15:00 |
| Blackpool            | 1 - 2 | Bournemouth         | Bloomfield Road     | 12 de febrero | 15:00 |
| Hull City            | 0 - 1 | Fulham              | KCOM Stadium        | 12 de febrero | 15:00 |
| Middlesbrough        | 4 - 1 | Derby County        | Riverside Stadium   | 12 de febrero | 15:00 |
| Millwall             | 2 - 1 | Cardiff City        | The Den             | 12 de febrero | 15:00 |
| Nottingham Forest    | 2 - 2 | Stoke City          | City Ground         | 12 de febrero | 15:00 |
| Peterborough United  | 0 - 1 | Preston North End   | London Road Stadium | 12 de febrero | 15:00 |
| Reading              | 2 - 3 | Coventry City       | Madejski Stadium    | 12 de febrero | 15:00 |
| Swansea City         | 3 - 1 | Bristol City        | Liberty Stadium     | 13 de febrero | 13:00 |
| West Bromwich Albion | 0 - 0 | Blackburn Rovers    | The Hawthorns       | 14 de febrero | 20:00 |

| Fulham              | 1 - 2 | Huddersfield Town    | Craven Cottage                 | 19 de febrero | 12:30 |
| Bristol City        | 2 - 1 | Middlesbrough        | Ashton Gate Stadium            | 19 de febrero | 15:00 |
| Cardiff City        | 1 - 1 | Blackpool            | Cardiff City Stadium           | 19 de febrero | 15:00 |
| Coventry City       | 1 - 0 | Barnsley             | Ricoh Arena                    | 19 de febrero | 15:00 |
| Derby County        | 1 - 0 | Peterborough United  | Pride Park                     | 19 de febrero | 15:00 |
| Luton Town          | 2 - 0 | West Bromwich Albion | Kenilworth Road                | 19 de febrero | 15:00 |
| Preston North End   | 2 - 3 | Reading              | Deepdale                       | 19 de febrero | 15:00 |
| Queens Park Rangers | 1 - 1 | Hull City            | Kiyan Prince Fundation Stadium | 19 de febrero | 15:00 |
| Sheffield United    | 4 - 0 | Swansea City         | Bramall Lane                   | 19 de febrero | 15:00 |
| Stoke City          | 2 - 2 | Birmingham City      | Bet365 Stadium                 | 19 de febrero | 15:00 |
| Blackburn Rovers    | 0 - 0 | Millwall             | Ewood Park                     | 8 de marzo    | 19:45 |
| Bournemouth         | 1 - 0 | Nottingham Forest    | Dean Court                     | 3 de mayo     | 19:00 |

| Bristol City        | 1 - 2 | Coventry City        | Ashton Gate Stadium            | 22 de febrero | 19:45 |
| Hull City           | 0 - 2 | Barnsley             | KCOM Stadium                   | 22 de febrero | 19:45 |
| Middlesbrough       | 2 - 1 | West Bromwich Albion | Riverside Stadium              | 22 de febrero | 19:45 |
| Preston North End   | 0 - 0 | Nottingham Forest    | Deepdale                       | 22 de febrero | 19:45 |
| Reading             | 2 - 1 | Birmingham City      | Madejski Stadium               | 22 de febrero | 20:00 |
| Derby County        | 1 - 2 | Millwall             | Pride Park                     | 23 de febrero | 19:45 |
| Fulham              | 2 - 1 | Peterborough United  | Craven Cottage                 | 23 de febrero | 19:45 |
| Huddersfield Town   | 2 - 1 | Cardiff City         | Kirklees Stadium               | 23 de febrero | 19:45 |
| Queens Park Rangers | 2 - 1 | Blackpool            | Kiyan Prince Fundation Stadium | 23 de febrero | 19:45 |
| Sheffield United    | 1 - 0 | Blackburn Rovers     | Bramall Lane                   | 23 de febrero | 19:45 |
| Stoke City          | 1 - 2 | Luton Town           | Bet365 Stadium                 | 23 de febrero | 19:45 |
| Swansea City        | 3 - 3 | Bournemouth          | Liberty Stadium                | 26 de abril   | 19:45 |

| Blackburn Rovers     | 1 - 0 | Queens Park Rangers | Ewood Park           | 26 de febrero | 12:30 |
| Bournemouth          | 2 - 1 | Stoke City          | Dean Court           | 26 de febrero | 15:00 |
| Barnsley             | 3 - 2 | Middlesbrough       | Oakwell Stadium      | 26 de febrero | 15:00 |
| Birmingham City      | 0 - 2 | Huddersfield Town   | St Andrew's Stadium  | 26 de febrero | 15:00 |
| Blackpool            | 4 - 1 | Reading             | Bloomfield Road      | 26 de febrero | 15:00 |
| Cardiff City         | 0 - 1 | Fulham              | Cardiff City Stadium | 26 de febrero | 15:00 |
| Coventry City        | 1 - 1 | Preston North End   | Ricoh Arena          | 26 de febrero | 15:00 |
| Luton Town           | 1 - 0 | Derby County        | Kenilworth Road      | 26 de febrero | 15:00 |
| Millwall             | 1 - 0 | Sheffield United    | The Den              | 26 de febrero | 15:00 |
| Nottingham Forest    | 2 - 0 | Bristol City        | City Ground          | 26 de febrero | 15:00 |
| Peterborough United  | 0 - 3 | Hull City           | London Road Stadium  | 26 de febrero | 15:00 |
| West Bromwich Albion | 0 - 2 | Swansea City        | The Hawthorns        | 28 de febrero | 20:00 |

| Huddersfield Town   | 3 - 0 | Peterborough United  | Kirklees Stadium               | 4 de marzo | 19:45 |
| Sheffield United    | 1 - 1 | Nottingham Forest    | Bramall Lane                   | 4 de marzo | 19:45 |
| Fulham              | 2 - 0 | Blackburn Rovers     | Craven Cottage                 | 5 de marzo | 12:30 |
| Bristol City        | 1 - 2 | Birmingham City      | Ashton Gate Stadium            | 5 de marzo | 15:00 |
| Derby County        | 2 - 0 | Barnsley             | Pride Park                     | 5 de marzo | 15:00 |
| Hull City           | 0 - 2 | West Bromwich Albion | KCOM Stadium                   | 5 de marzo | 15:00 |
| Middlesbrough       | 2 - 1 | Luton Town           | Kenilworth Road                | 5 de marzo | 15:00 |
| Preston North End   | 2 - 1 | Bournemouth          | Deepdale                       | 5 de marzo | 15:00 |
| Queens Park Rangers | 1 - 2 | Cardiff City         | Kiyan Prince Fundation Stadium | 5 de marzo | 15:00 |
| Reading             | 0 - 1 | Millwall             | Madejski Stadium               | 5 de marzo | 15:00 |
| Stoke City          | 0 - 1 | Blackpool            | Bet365 Stadium                 | 5 de marzo | 15:00 |
| Swansea City        | 3 - 1 | Coventry City        | Liberty Stadium                | 5 de marzo | 15:00 |

| West Bromwich Albion | 2 - 2 | Huddersfield Town   | The Hawthorns        | 11 de marzo | 20:00 |
| Barnsley             | 1 - 1 | Fulham              | Oakwell Stadium      | 12 de marzo | 12:30 |
| Bournemouth          | 2 - 0 | Derby County        | Dean Court           | 12 de marzo | 15:00 |
| Birmingham City      | 0 - 0 | Hull City           | St Andrew's Stadium  | 12 de marzo | 15:00 |
| Blackburn Rovers     | 0 - 1 | Bristol City        | Ewood Park           | 12 de marzo | 15:00 |
| Blackpool            | 1 - 0 | Swansea City        | Bloomfield Road      | 12 de marzo | 15:00 |
| Cardiff City         | 0 - 0 | Preston North End   | Cardiff City Stadium | 12 de marzo | 15:00 |
| Coventry City        | 4 - 1 | Sheffield United    | Ricoh Arena          | 12 de marzo | 15:00 |
| Millwall             | 0 - 0 | Middlesbrough       | The Den              | 12 de marzo | 15:00 |
| Nottingham Forest    | 4 - 0 | Reading             | City Ground          | 12 de marzo | 15:00 |
| Peterborough United  | 2 - 2 | Stoke City          | London Road Stadium  | 12 de marzo | 15:00 |
| Luton Town           | 1 - 2 | Queens Park Rangers | Kenilworth Road      | 13 de marzo | 12:00 |

| Birmingham City      | 0 - 2 | Middlesbrough       | St'Andrews Stadium   | 15 de marzo | 19:45 |
| Bournemouth          | 1 - 1 | Reading             | Dean Court           | 15 de marzo | 19:45 |
| Blackburn Rovers     | 3 - 1 | Derby County        | Edwood Park          | 15 de marzo | 19:45 |
| Barnsley             | 2 - 0 | Bristol City        | Oakwell              | 15 de marzo | 19:45 |
| West Bromwich Albion | 1 - 0 | Fulham              | The Hawthorns        | 15 de marzo | 20:00 |
| Milwall              | 2 - 0 | Huddersfield Town   | The Den              | 16 de marzo | 19:45 |
| Luton Town           | 4 - 0 | Preston North End   | Kenilworth Road      | 16 de marzo | 19:45 |
| Blackpool            | 0 - 0 | Sheffield United    | Bloomfield Road      | 16 de marzo | 19:45 |
| Coventry City        | 0 - 2 | Hull City           | Ricoh Arena          | 16 de marzo | 19:45 |
| Nottingham Forest    | 3 - 1 | Queens Park Rangers | City Ground          | 16 de marzo | 19:45 |
| Cardiff City         | 2 - 1 | Stoke City          | Cardiff City Stadium | 16 de marzo | 19:45 |
| Peterborough United  | 2 - 3 | Swansea City        | London Road          | 16 de marzo | 19:45 |

| Derby County        | 1 - 1 | Coventry City        | Pride Park                    | 19 de marzo | 12:30 |
| Sheffield United    | 2 - 0 | Barnsley             | Bramall Lane                  | 19 de marzo | 12:30 |
| Stoke City          | 2 - 0 | Millwall             | Bet365 Stadium                | 19 de marzo | 15:00 |
| Swansea City        | 0 - 0 | Birmingham City      | Swansea University Stadium    | 19 de marzo | 15:00 |
| Huddersfield Town   | 0 - 3 | Bournemouth          | John Smith Stadium            | 19 de marzo | 15:00 |
| Reading             | 1 - 0 | Blackburn Rovers     | Majedski Stadium              | 19 de marzo | 15:00 |
| Bristol City        | 2 - 2 | West Bromwich Albion | Ahston Gate                   | 19 de marzo | 15:00 |
| Hull City           | 1 - 3 | Luton Town           | KCOM Stadium                  | 19 de marzo | 15:00 |
| Queens Park Rangers | 1 - 3 | Peterborough United  | Jason Tatum Fundation Stadium | 20 de marzo | 12:30 |
| Preston North End   | 1 - 0 | Blackpool            | Deepdale                      | 5 de abril  | 19:45 |
| Fulham              | 0 - 1 | Nottingham Forest    | Craven Cottage                | 26 de abril | 19:45 |
| Middlesbrough       | 2 - 0 | Cardiff City         | Riverside Stadium             | 27 de abril | 19:45 |

| Hull City           | 0 - 1 | Huddersfield Town    | KCOM Stadium                    | 1 de abril | 19:45 |
| Blackpool           | 1 - 4 | Nottingham Forest    | Bloomfield Road                 | 2 de abril | 12:30 |
| Bournemouth         | 3 - 2 | Bristol City         | Vitality Stadium                | 2 de abril | 15:00 |
| Coventry            | 2 - 2 | Blackburn Rovers     | Coventry Building Society Arena | 2 de abril | 15:00 |
| Derby County        | 1 - 0 | Preston North End    | Pride Park                      | 2 de abril | 15:00 |
| Barnsley            | 1 - 1 | Reading              | Oakwell Stadium                 | 2 de abril | 15:00 |
| Queens Park Rangers | 0 - 2 | Fulham               | Jason Tatum Fundation Stadium   | 2 de abril | 15:00 |
| Stoke City          | 1 - 0 | Sheffield United     | Bet365 Stadium                  | 2 de abril | 15:00 |
| Luton Town          | 2 - 2 | Millwall             | Kenilworth Road                 | 2 de abril | 15:00 |
| Cardiff City        | 0 - 4 | Swansea City         | Cardiff City Stadium            | 2 de abril | 15:00 |
| Peterborough United | 0 - 4 | Middlesbrough        | London Road                     | 2 de abril | 15:00 |
| Birmingham City     | 1 - 0 | West Bromwich Albion | St Andrew's Stadium             | 3 de abril | 15:00 |

| Sheffield United     | 0 - 0 | Bournemouth         | Bramall Lane               | 9 de abril  | 12:45 |
| Preston North End    | 2 - 1 | Queens Park Rangers | Deepdale                   | 9 de abril  | 15:00 |
| Millwall             | 4 - 1 | Barnsley            | The Den                    | 9 de abril  | 15:00 |
| Swansea City         | 2 - 1 | Derby County        | Swansea University Stadium | 9 de abril  | 15:00 |
| Blackburn Rovers     | 1 - 1 | Blackpool           | Edwood Park                | 9 de abril  | 15:00 |
| Nottingham Forest    | 2 - 0 | Birmingham City     | City Ground                | 9 de abril  | 15:00 |
| West Bromwich Albion | 1 - 3 | Stoke City          | The Hawthorns              | 9 de abril  | 15:00 |
| Middlesbrough        | 0 - 1 | Hull City           | Riverside Stadium          | 9 de abril  | 15:00 |
| Reading              | 1 - 2 | Cardiff City        | Madejski Stadium           | 9 de abril  | 15:00 |
| Bristol City         | 1 - 1 | Peterborough United | Ashton Gate                | 9 de abril  | 15:00 |
| Fulham               | 1 - 3 | Coventry City       | Craven Cottage             | 10 de abril | 15:00 |
| Huddersfield Town    | 2 - 0 | Luton Town          | John Smith Stadium         | 11 de abril | 19:45 |

| Luton Town           | 1 - 0 | Nottingham Forest   | Kenilworth Road            | 15 de abril | 12:30 |
| West Bromwich Albion | 2 - 1 | Blackpool           | The Hawthorns              | 15 de abril | 15:00 |
| Hull City            | 2 - 1 | Cardiff City        | KCOM Stadium               | 15 de abril | 15:00 |
| Swansea City         | 1 - 1 | Barsnley            | Swansea University Stadium | 15 de abril | 15:00 |
| Birmingham City      | 2 - 4 | Coventry City       | St Andrew's Stadium        | 15 de abril | 15:00 |
| Sheffield United     | 1 - 2 | Reading             | Bramall Lane               | 15 de abril | 15:00 |
| Preston North End    | 1 - 1 | Millwall            | Deepdale                   | 15 de abril | 15:00 |
| Stoke City           | 0 - 1 | Bristol City        | BET365 Stadium             | 15 de abril | 15:00 |
| Bournemouth          | 0 - 0 | Middlesbrough       | Vitality Stadium           | 15 de abril | 15:00 |
| Peterborough United  | 2 - 1 | Blackburn Rovers    | London Road                | 15 de abril | 15:00 |
| Huddersfield Town    | 2 - 2 | Queens Park Rangers | John Smith Stadium         | 15 de abril | 17:30 |
| Derby County         | 2 - 1 | Fulham              | Pride Park                 | 15 de abril | 20:00 |

| Middlesbrough       | 0 - 2 | Huddersfield Town    | Riverside Stadium               | 18 de abril | 11:30 |
| Coventry City       | 0 - 3 | Bournemouth          | Coventry Building Society Arena | 18 de abril | 14:00 |
| Barnsley            | 0 - 2 | Peterborough United  | Oakwell Stadium                 | 18 de abril | 14:00 |
| Queens Park Rangers | 1 - 0 | Derby County         | Jason Tatum Fundation Stadium   | 18 de abril | 14:00 |
| Reading             | 4 - 4 | Swansea City         | Majedski Stadium                | 18 de abril | 14:00 |
| Blackburn Rovers    | 0 - 1 | Stoke City           | Edwood Park                     | 18 de abril | 14:00 |
| Blackpool           | 6 - 1 | Birmingham City      | Bloomfield Road                 | 18 de abril | 14:00 |
| Cardiff City        | 0 - 1 | Luton Town           | Cardiff City Stadium            | 18 de abril | 14:00 |
| Millwall            | 2 - 1 | Hull City            | The Den                         | 18 de abril | 14:00 |
| Bristol City        | 1 - 1 | Sheffield United     | Ashton Gate Stadium             | 18 de abril | 16:30 |
| Nottingham Forest   | 4 - 0 | West Bromwich Albion | City Ground                     | 18 de abril | 19:00 |
| Fulham              | 3 - 0 | Preston North End    | Craven Cottage                  | 19 de abril | 19:45 |

| Huddersfield Town    | 2 - 1 | Barnsley            | John Smith Stadium         | 22 de abril | 19:45 |
| Luton Town           | 1 - 1 | Blackpool           | Kenilworth Road            | 23 de abril | 12:30 |
| Hull City            | 3 - 0 | Reading             | KCOM Stadium               | 23 de abril | 15:00 |
| Sheffield United     | 1 - 0 | Cardiff City        | Bramall Lane               | 23 de abril | 15:00 |
| Stoke City           | 1 - 0 | Queens Park Rangers | Bet365 Stadium             | 23 de abril | 15:00 |
| Swansea City         | 1 - 1 | Middlesbrough       | Swansea University Stadium | 23 de abril | 15:00 |
| West Bromwich Albion | 0 - 0 | Coventry City       | The Hawthorns              | 23 de abril | 15:00 |
| Birmingham City      | 2 - 2 | Millwall            | St Andrew's Stadium        | 23 de abril | 15:00 |
| Bournemouth          | 1 - 1 | Fulham              | Vitality Stadium           | 23 de abril | 15:00 |
| Peterborough United  | 0 - 1 | Nottingham Forest   | London Road                | 23 de abril | 15:00 |
| Derby County         | 1 - 3 | Bristol City        | Pride Park                 | 23 de abril | 15:00 |
| Preston North End    | 1 - 4 | Blackburn Rovers    | Deepdale                   | 25 de abril | 19:30 |

| Queens Park Rangers | 1 - 3 | Sheffield United     | Jason Tatum Fundation Stadium   | 29 de abril | 19:45 |
| Barnsley            | 1 - 3 | Preston North End    | Oakwell Stadium                 | 30 de abril | 12:30 |
| Middlesbrough       | 3 - 1 | Stoke City           | Riverside Stadium               | 30 de abril | 15:00 |
| Cardiff City        | 1 - 1 | Birmingham City      | Cardiff City Stadium            | 30 de abril | 15:00 |
| Nottingham Forest   | 5 - 1 | Swansea City         | City Ground                     | 30 de abril | 15:00 |
| Coventry City       | 1 - 2 | Huddersfield Town    | Coventry Building Society Arena | 30 de abril | 15:00 |
| Bristol City        | 5 - 0 | Hull City            | Ashton Gate Stadium             | 30 de abril | 15:00 |
| Reading             | 0 - 1 | West Bromwich Albion | Majedski Stadium                | 30 de abril | 15:00 |
| Blackpool           | 0 - 2 | Derby County         | Bloomfield Road                 | 30 de abril | 15:00 |
| Millwall            | 3 - 0 | Peterborough United  | The Den                         | 30 de abril | 15:00 |
| Blackburn Rovers    | 0 - 3 | Bournemouth          | Edwood Park                     | 30 de abril | 15:00 |
| 'Fulham             | 7 - 0 | Luton Town           | Craven Cottage                  | 2 de mayo   | 17:15 |

| Bournemouth          | 2 - 0 | Millwall            | Vitality Stadium           | 7 de mayo | 12:30 |
| Birmingham City      | 1 - 2 | Blackburn Rovers    | St Andrew's Stadium        | 7 de mayo | 12:30 |
| Stoke City           | 1 - 1 | Coventry City       | Bet365 Stadium             | 7 de mayo | 12:30 |
| West Bromwich Albion | 4 - 0 | Barnsley            | The Hawthorns              | 7 de mayo | 12:30 |
| Huddersfield Town'   | 2 - 0 | Bristol City        | John Smith Stadium         | 7 de mayo | 12:30 |
| Hull City            | 1 - 1 | Nottingham Forest   | KCOM Stadium               | 7 de mayo | 12:30 |
| Luton Town           | 1 - 0 | Reading             | Kenilworth Road            | 7 de mayo | 12:30 |
| Preston North End'   | 4 - 1 | Middlesbrough       | Deepdale                   | 7 de mayo | 12:30 |
| Sheffield United     | 4 - 0 | Fulham              | Bramall Lane               | 7 de mayo | 12:30 |
| Swansea City         | 0 - 1 | Queens Park Rangers | Swansea University Stadium | 7 de mayo | 12:30 |
| Peterborough United  | 5 - 0 | Blackpool           | London Road                | 7 de mayo | 12:30 |
| Derby County         | 0 - 1 | Cardiff City        | Pride Park                 | 7 de mayo | 12:30 |

### Tabla de resultados cruzados
| Local \ Visitante    | BAR | BIR | BLB | BLA | BOU | BRI | CAR | COV | DER | FUL | HUD | HUL | LUT | MID | MIL | NOT | PET | PNE | QPR | REA | SHE | STO | SWA | WBA |
| -------------------- | --- | --- | --- | --- | --- | --- | --- | --- | --- | --- | --- | --- | --- | --- | --- | --- | --- | --- | --- | --- | --- | --- | --- | --- |
| Barnsley             | —   | 1–1 | 0–0 | 0–2 | 0–1 | 2–0 | 0–1 | 1–0 | 2–1 | 1–1 | 1–1 | 0–2 | 0–1 | 3–2 | 0–1 | 1–3 | 0–2 | 1–3 | 1–0 | 1–1 | 2–3 | 1–1 | 0–2 | 0–0 |
| Birmingham City      | 2–1 | —   | 1–2 | 1–0 | 0–2 | 3–0 | 2–2 | 2–4 | 2–0 | 1–4 | 0–2 | 0–0 | 3–0 | 0–2 | 2–2 | 0–3 | 2–2 | 0–0 | 1–2 | 1–2 | 1–2 | 0–0 | 2–1 | 1–0 |
| Blackburn Rovers     | 2–1 | 4–0 | —   | 1–1 | 0–3 | 0–1 | 5–1 | 2–2 | 3–1 | 0–7 | 0–0 | 2–0 | 2–2 | 1–0 | 0–0 | 0–2 | 4–0 | 1–0 | 1–0 | 2–0 | 3–1 | 0–1 | 2–1 | 1–2 |
| Blackpool            | 1–0 | 6–1 | 2–1 | —   | 1–2 | 3–1 | 0–2 | 0–1 | 0–2 | 1–0 | 0–3 | 1–0 | 0–3 | 1–2 | 1–0 | 1–4 | 3–1 | 2–0 | 1–1 | 4–1 | 0–0 | 0–1 | 1–0 | 0–0 |
| Bournemouth          | 3–0 | 3–1 | 0–2 | 2–2 | —   | 3–2 | 3–0 | 2–2 | 2–0 | 1–1 | 3–0 | 0–1 | 2–1 | 0–0 | 1–0 | 1–0 | 1–1 | 1–2 | 2–1 | 1–1 | 2–1 | 2–1 | 4–0 | 2–2 |
| Bristol City         | 2–1 | 1–2 | 1–1 | 1–1 | 0–2 | —   | 3–2 | 1–2 | 1–0 | 1–1 | 2–3 | 5–0 | 1–1 | 2–1 | 3–2 | 1–2 | 1–1 | 0–0 | 1–2 | 2–1 | 1–1 | 1–0 | 0–1 | 2–2 |
| Cardiff City         | 1–1 | 1–1 | 0–1 | 1–1 | 0–1 | 1–2 | —   | 2–0 | 1–0 | 0–1 | 2–1 | 0–1 | 0–1 | 0–2 | 3–1 | 2–1 | 4–0 | 0–0 | 0–1 | 0–1 | 2–3 | 2–1 | 0–4 | 0–4 |
| Coventry City        | 1–0 | 0–0 | 2–2 | 1–1 | 0–3 | 3–2 | 1–0 | —   | 1–1 | 4–1 | 1–2 | 0–2 | 0–1 | 2–0 | 0–1 | 2–1 | 3–0 | 1–1 | 1–2 | 2–1 | 4–1 | 1–0 | 1–2 | 1–2 |
| Derby County         | 2–0 | 2–2 | 1–2 | 1–0 | 3–2 | 1–3 | 0–1 | 1–1 | —   | 2–1 | 1–1 | 3–1 | 2–2 | 0–0 | 1–2 | 1–1 | 1–0 | 1–0 | 1–2 | 1–0 | 2–0 | 2–1 | 0–0 | 1–0 |
| Fulham               | 4–1 | 6–2 | 2–0 | 1–1 | 1–1 | 6–2 | 2–0 | 1–3 | 0–0 | —   | 1–2 | 2–0 | 7–0 | 1–1 | 3–0 | 0–1 | 2–1 | 3–0 | 4–1 | 1–2 | 0–1 | 3–0 | 3–1 | 3–0 |
| Huddersfield Town    | 2–1 | 0–0 | 3–2 | 3–2 | 0–3 | 2–0 | 2–1 | 1–1 | 2–0 | 1–5 | —   | 2–0 | 2–0 | 1–2 | 1–0 | 0–2 | 3–0 | 1–0 | 2–2 | 4–0 | 0–0 | 1–1 | 1–1 | 1–0 |
| Hull City            | 0–2 | 2–0 | 2–0 | 1–1 | 0–0 | 2–2 | 2–1 | 0–1 | 0–1 | 0–1 | 0–1 | —   | 1–3 | 2–0 | 2–1 | 1–1 | 1–2 | 0–1 | 0–3 | 3–0 | 1–3 | 0–2 | 2–0 | 0–2 |
| Luton Town           | 2–1 | 0–5 | 0–0 | 1–1 | 3–2 | 2–1 | 1–2 | 5–0 | 1–0 | 1–1 | 0–0 | 1–0 | —   | 3–1 | 2–2 | 1–0 | 3–0 | 4–0 | 1–2 | 1–0 | 0–0 | 0–1 | 3–3 | 2–0 |
| Middlesbrough        | 2–0 | 0–2 | 1–1 | 1–2 | 1–0 | 2–1 | 2–0 | 1–0 | 4–1 | 0–1 | 0–2 | 1–3 | 2–1 | —   | 1–1 | 2–0 | 2–0 | 1–2 | 2–3 | 2–1 | 2–0 | 3–1 | 1–0 | 2–1 |
| Millwall             | 4–1 | 3–1 | 1–1 | 2–1 | 1–1 | 1–0 | 2–1 | 1–1 | 1–1 | 1–2 | 2–0 | 2–1 | 0–2 | 0–0 | —   | 0–1 | 3–0 | 0–0 | 2–0 | 1–0 | 1–0 | 2–1 | 0–1 | 2–0 |
| Nottingham Forest    | 3–0 | 2–0 | 1–2 | 2–1 | 1–2 | 2–0 | 1–2 | 2–0 | 2–1 | 0–4 | 0–1 | 2–1 | 0–0 | 0–2 | 1–1 | —   | 2–0 | 3–0 | 3–1 | 4–0 | 1–1 | 2–2 | 5–1 | 4–0 |
| Peterborough United  | 0–0 | 3–0 | 2–1 | 5–0 | 0–0 | 2–3 | 2–2 | 1–4 | 2–1 | 0–1 | 1–1 | 0–3 | 1–1 | 0–4 | 2–1 | 0–2 | —   | 0–1 | 2–1 | 0–0 | 0–2 | 2–2 | 2–3 | 0–1 |
| Preston North End    | 2–1 | 1–1 | 1–4 | 1–0 | 2–1 | 2–2 | 1–2 | 2–1 | 0–0 | 1–1 | 0–0 | 1–4 | 2–0 | 4–1 | 1–1 | 0–0 | 1–0 | —   | 2–1 | 2–3 | 2–2 | 1–1 | 3–1 | 1–1 |
| Queens Park Rangers  | 2–2 | 2–0 | 1–0 | 2–1 | 0–1 | 1–2 | 1–2 | 2–0 | 1–0 | 0–2 | 1–0 | 1–1 | 2–0 | 2–2 | 1–1 | 1–1 | 1–3 | 3–2 | —   | 4–0 | 1–3 | 0–2 | 0–0 | 1–0 |
| Reading              | 1–0 | 2–1 | 1–0 | 2–3 | 0–2 | 2–3 | 1–2 | 2–3 | 2–2 | 0–7 | 3–4 | 1–1 | 0–2 | 1–0 | 0–1 | 1–1 | 3–1 | 2–1 | 3–3 | —   | 0–1 | 2–1 | 4–4 | 0–1 |
| Sheffield United     | 2–0 | 0–1 | 1–0 | 0–1 | 0–0 | 2–0 | 1–0 | 0–0 | 1–0 | 4–0 | 1–2 | 0–0 | 2–0 | 4–1 | 1–2 | 1–1 | 6–2 | 2–2 | 1–0 | 1–2 | —   | 2–1 | 4–0 | 2–0 |
| Stoke City           | 1–1 | 2–2 | 0–1 | 0–1 | 0–1 | 0–1 | 3–3 | 1–1 | 1–2 | 2–3 | 2–1 | 2–0 | 1–2 | 0–0 | 2–0 | 1–0 | 2–0 | 1–2 | 1–0 | 3–2 | 1–0 | —   | 3–0 | 1–0 |
| Swansea City         | 1–1 | 0–0 | 1–0 | 1–1 | 3–3 | 3–1 | 3–0 | 3–1 | 2–1 | 1–5 | 1–0 | 0–0 | 0–1 | 1–1 | 0–0 | 1–4 | 3–0 | 1–0 | 0–1 | 2–3 | 0–0 | 1–3 | —   | 2–1 |
| West Bromwich Albion | 4–0 | 1–0 | 0–0 | 2–1 | 2–0 | 3–0 | 1–1 | 0–0 | 0–0 | 1–0 | 2–2 | 1–0 | 3–2 | 1–1 | 1–1 | 0–0 | 3–0 | 0–2 | 2–1 | 1–0 | 4–0 | 1–3 | 0–2 | —   |

## Play-offs

### Cuadro de desarrollo
|  | Semifinales                                                    | Semifinales                                                    | Semifinales                                                    | Semifinales                                                    | Semifinales                                                    |   |   | Final              | Final              | Final              |  |
|  | 13 y 14 de mayo de 2022 (ida) 16 y 17 de mayo de 2022 (vuelta) | 13 y 14 de mayo de 2022 (ida) 16 y 17 de mayo de 2022 (vuelta) | 13 y 14 de mayo de 2022 (ida) 16 y 17 de mayo de 2022 (vuelta) | 13 y 14 de mayo de 2022 (ida) 16 y 17 de mayo de 2022 (vuelta) | 13 y 14 de mayo de 2022 (ida) 16 y 17 de mayo de 2022 (vuelta) |   |   | 29 de mayo de 2022 | 29 de mayo de 2022 | 29 de mayo de 2022 |  |
|  |                                                                |                                                                |                                                                |                                                                |                                                                |   |   |                    |                    |                    |  |
|  |                                                                |                                                                |                                                                |                                                                |                                                                |   |   |                    |                    |                    |  |
|  | 3                                                              | Huddersfield Town                                              | 1                                                              | 1                                                              | 2                                                              |   |   |                    |                    |                    |  |
|  | 3                                                              | Huddersfield Town                                              | 1                                                              | 1                                                              | 2                                                              |   |   |                    |                    |                    |  |
|  | 6                                                              | Luton Town                                                     | 1                                                              | 0                                                              | 1                                                              |   |   |                    |                    |                    |  |
|  | 6                                                              | Luton Town                                                     | 1                                                              | 0                                                              | 1                                                              |   | 3 | Huddersfield Town  | 0                  |                    |  |
|  |                                                                |                                                                |                                                                |                                                                |                                                                |   | 3 | Huddersfield Town  | 0                  |                    |  |
|  |                                                                |                                                                | 4                                                              | Nottingham Forest                                              | 1                                                              |   |   |                    |                    |                    |  |
|  | 4                                                              | Nottingham Forest                                              | 4                                                              | Nottingham Forest                                              | 1                                                              | 2 | 1 | 3 (3)              |                    |                    |  |
|  | 4                                                              | Nottingham Forest                                              |                                                                |                                                                |                                                                | 2 | 1 | 3 (3)              |                    |                    |  |
|  | 5                                                              | Sheffield United                                               | 1                                                              | 2                                                              | 3 (2)                                                          |   |   |                    |                    |                    |  |
|  | 5                                                              | Sheffield United                                               | 1                                                              | 2                                                              | 3 (2)                                                          |   |   |                    |                    |                    |  |
|  |                                                                |                                                                |                                                                |                                                                |                                                                |   |   |                    |                    |                    |  |

### Semifinales
- Los horarios corresponden al huso horario de verano británico BST (UTC+1).

| Ida; 13 de mayo de 2022 | Luton Town  | 1 – 1   | Huddersfield Town | Kenilworth Road, Luton                                   |                                                          |
| 19:45                   | Bradley 30' | Reporte | Sinani 15'        | Asistencia: 10 005 espectadores Árbitro(s): Robert Jones | Asistencia: 10 005 espectadores Árbitro(s): Robert Jones |

| Vuelta; 16 de mayo de 2022 | Huddersfield Town | 1 – 0 (Global 2 – 1) | Luton Town | John Smith Stadium, Huddersfield                         |                                                          |
| 19:45                      | Rhodes 82'        | Reporte              |            | Asistencia: 23 507 espectadores Árbitro(s): Peter Bankes | Asistencia: 23 507 espectadores Árbitro(s): Peter Bankes |

| Ida; 14 de mayo de 2022 | Sheffield United | 1 – 2   | Nottingham Forest           | Bramall Lane, Sheffield                                    |                                                            |
| 15:00                   | Berge 90+1'      | Reporte | - Colback 10' - Johnson 71' | Asistencia: 30 225 espectadores Árbitro(s): Andre Marriner | Asistencia: 30 225 espectadores Árbitro(s): Andre Marriner |

| Vuelta; 17 de mayo de 2022 | Nottingham Forest                | 1 – 2 (t. s.)(3 – 2 p.)(Global 3 – 3) | Sheffield United                                     | City Ground, Nottingham                                    |                                                            |
| 19:45                      | Johnson 19'                      | Reporte                               | - Gibbs-White 47' - Fleck 75'                        | Asistencia: 29 015 espectadores Árbitro(s): Michael Oliver | Asistencia: 29 015 espectadores Árbitro(s): Michael Oliver |
|                            |                                  | Tiros desde el punto penal            |                                                      |                                                            |                                                            |
|                            | - Johnson - Cafú - Cook - Lolley |                                       | - Norwood - Hourihane - Berge - Ndiaye - Gibbs-White |                                                            |                                                            |

### Final
- El horario corresponde al huso horario de verano británico BST (UTC+1).

| 29 de mayo de 2022                              | Huddersfield Town | 0 – 1   | Nottingham Forest  | Estadio Wembley, Londres                                                    |                                                                             |
| 16:30                                           |                   | Reporte | Colwill 43' (a.g.) | Asistencia: 80 019 espectadores Árbitro(s): Jonathan Moss VAR: Paul Tierney | Asistencia: 80 019 espectadores Árbitro(s): Jonathan Moss VAR: Paul Tierney |
| Nottingham Forest ascendió a la Premier League. |                   |         |                    |                                                                             |                                                                             |

| Huddersfield Town | vs. | Nottingham Forest |

## Estadísticas

### Goleadores
| Pos. | Jugador             | Club                       | Goles | Part. | Prom. |
| ---- | ------------------- | -------------------------- | ----- | ----- | ----- |
| 1    | Aleksandar Mitrović | Fulham F. C.               | 43    | 44    | 0.98  |
| 2    | Dominic Solanke     | AFC Bournemouth            | 29    | 46    | 0.63  |
| 3    | Andreas Weimann     | Bristol City F. C.         | 22    | 46    | 0.48  |
| 3    | Joël Piroe          | Swansea City A. F. C.      | 22    | 45    | 0.49  |
| 3    | Ben Brereton        | Blackburn Rovers F. C.     | 22    | 37    | 0.59  |
| 6    | Karlan Grant        | West Bromwich Albion F. C. | 18    | 44    | 0.41  |
| 7    | Brennan Johnson     | Nottingham Forest F. C.    | 17    | 47    | 0.35  |
| 7    | Viktor Gyökeres     | Coventry City F. C.        | 17    | 45    | 0.38  |
| 8    | Emil Riis Jakobsen  | Preston North End F. C.    | 16    | 44    | 0.36  |
| 8    | Elijah Adebayo      | Luton Town F. C.           | 16    | 40    | 0.4   |

Actualizado al 7 de mayo de 2022.

#### Tripletes o más
| Jugador             | Goles | Fecha                    | Local                  | Res. | Visita                     | Ref.   |
| ------------------- | ----- | ------------------------ | ---------------------- | ---- | -------------------------- | ------ |
| John Swift          | 3     | 11 de septiembre de 2021 | Reading F. C.          | 3:3  | Queens Park Rangers F. C.  | [ 49 ] |
| Ben Brereton        | 3     | 25 de septiembre de 2021 | Blackburn Rovers F. C. | 5:1  | Cardiff City F. C.         | [ 50 ] |
| Aleksandar Mitrović | 3     | 29 de septiembre de 2021 | Fulham F. C.           | 3:1  | Swansea City A. F. C.      | [ 51 ] |
| Aleksandar Mitrović | 3     | 30 de octubre de 2021    | Fulham F. C.           | 3:0  | West Bromwich Albion F. C. | [ 52 ] |
| Andreas Weimann     | 3     | 2 de enero de 2022       | Bristol City           | 3:2  | Millwall                   | [ 53 ] |
| Aleksandar Mitrović | 3     | 15 de enero de 2022      | Fulham                 | 6:2  | Bristol City               | [ 54 ] |
| Danny Ward          | 3     | 22 de enero de 2022      | Huddersfield           | 4:3  | Reading                    | [ 55 ] |

### Máximos asistentes
| Pos. | Jugador       | Club                            | Asis. | Part. | Prom. |
| ---- | ------------- | ------------------------------- | ----- | ----- | ----- |
| 1    | Harry Wilson  | Fulham F. C.                    | 16    | 40    | 0.39  |
| 2    | John Swift    | Reading F. C.                   | 13    | 38    | 0.43  |
| 3    | Chris Willock | QPR                             | 11    | 35    | 0.31  |
| 3    | Sorba Thomas  | Huddersfield Town A. F. C.      | 11    | 36    | 0.30  |
| 3    | Jed Wallace   | Millwall F. C.                  | 11    | 42    | 0.26  |
| 4    | Ryan Giles    | Blackburn Rovers y Cardiff City | 10    | 30    | 0.3   |
| 5    | Joe Rothwell  | Blackburn Rovers F. C.          | 9     | 23    | 0.3   |
| 5    | Billy Sharp   | Sheffield United F. C.          | 9     | 21    | 0.29  |

Actualizado al 29 de abril de 2022.

### Disciplina

#### Jugadores
- Más tarjetas amarillas: 10
  -  Matt Crooks (Middlesbrough)

- Más tarjetas rojas: 2
  -  Gary Gardner (Birmingham City)
  -  Fakanty Dabo (Coventry City)
  -  Jefferson Lerma (Bournemouth)
  -  Jake Livermore (West Bromwich Albion)
  -  Ryan Manning (Swansea City)
  -  Jordan Lawrence-Gabriel (Blackpool)

#### Clubes
- Más tarjetas amarillas: 62
  - Reading F. C.
- Más tarjetas rojas: 6
- Derby County F. C.
- West Bromwich Albion F.C.